# Mimosen
Die Mimosen (Mimosa), gelegentlich auch als Sinnpflanzen bezeichnet, sind eine Pflanzengattung in der Unterfamilie der Mimosengewächse (Mimosoideae) innerhalb der Familie der Hülsenfrüchtler (Fabaceae). Sie sind hauptsächlich in der Neotropis verbreitet. Einzelne Arten sind in vielen tropischen und randtropischen Ländern Invasive Pflanzen.

## Beschreibung

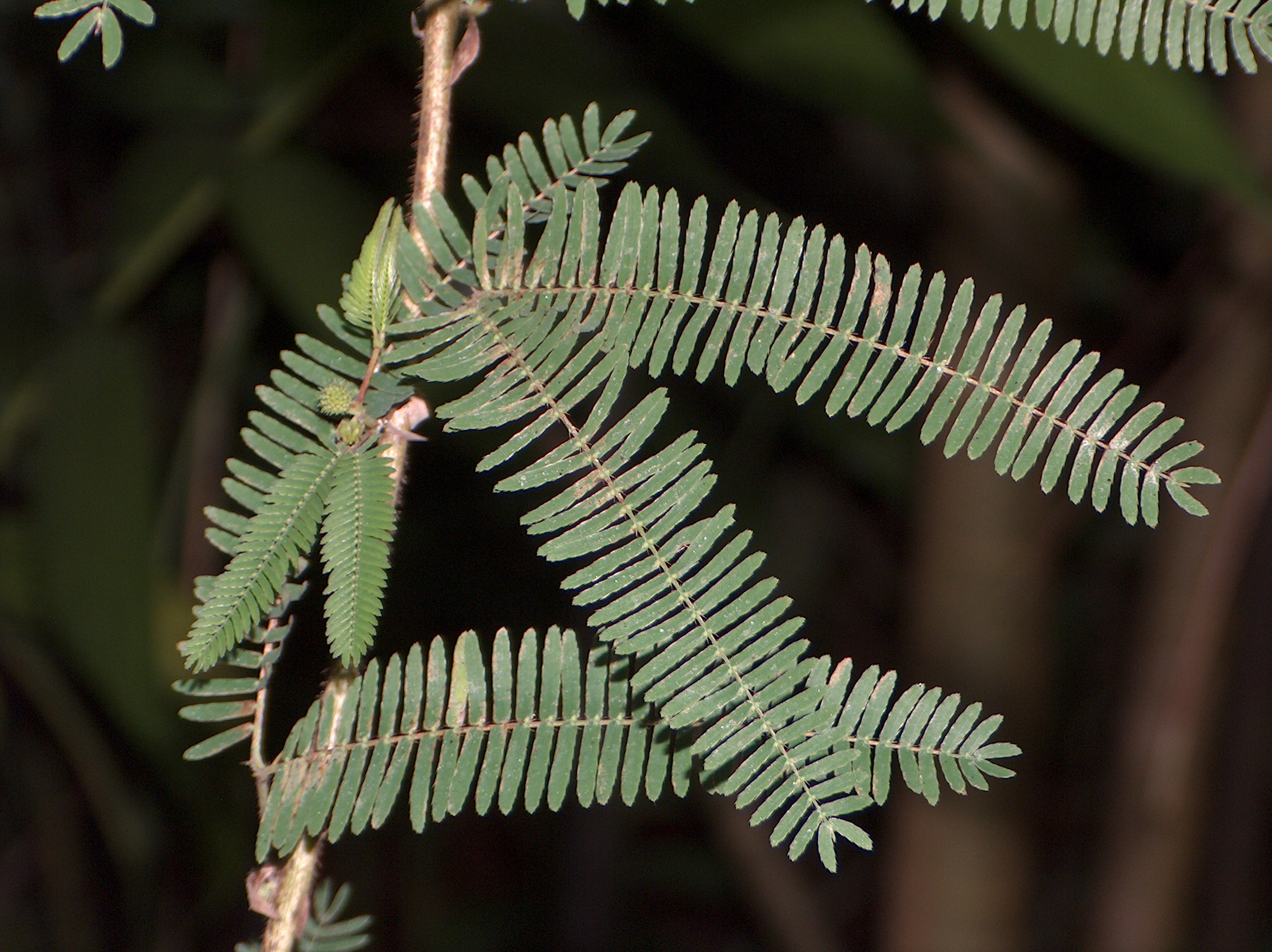
Doppelt gefiederte Laubblätter von Mimosa spegazzini

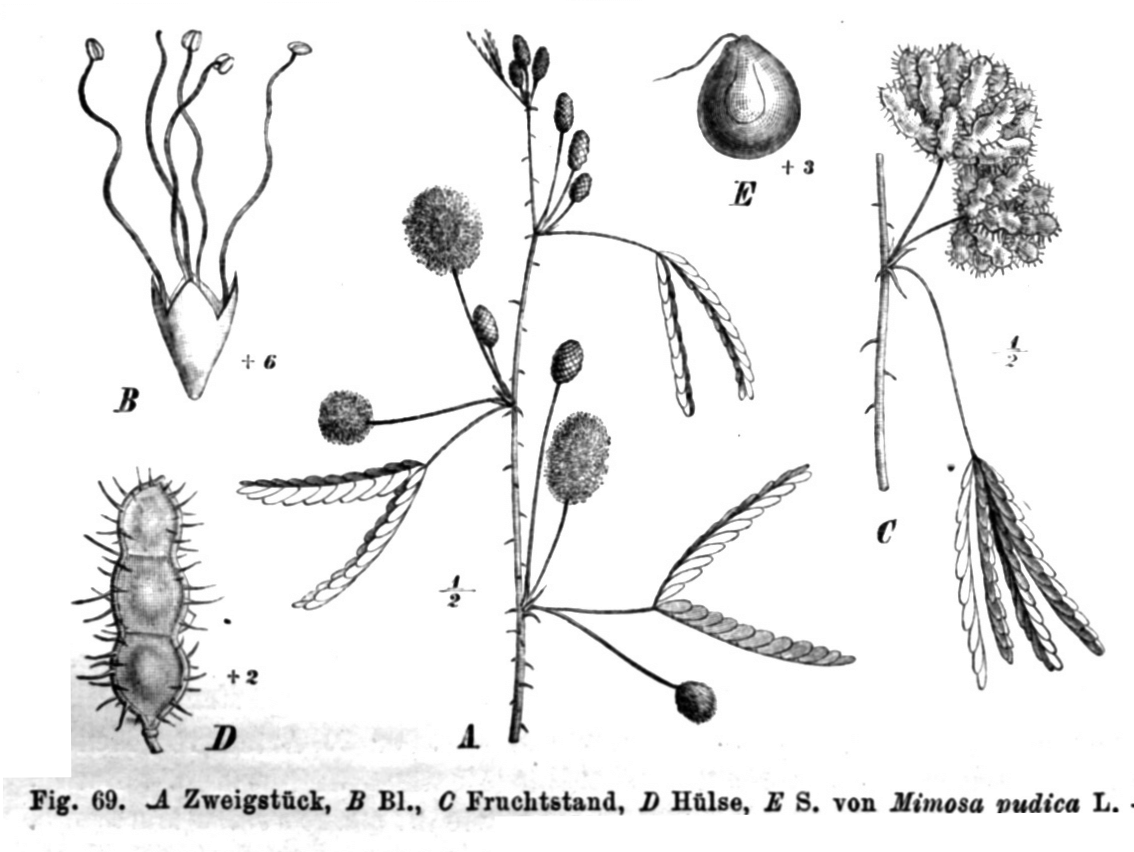
Illustration der Mimose (Mimosa pudica)

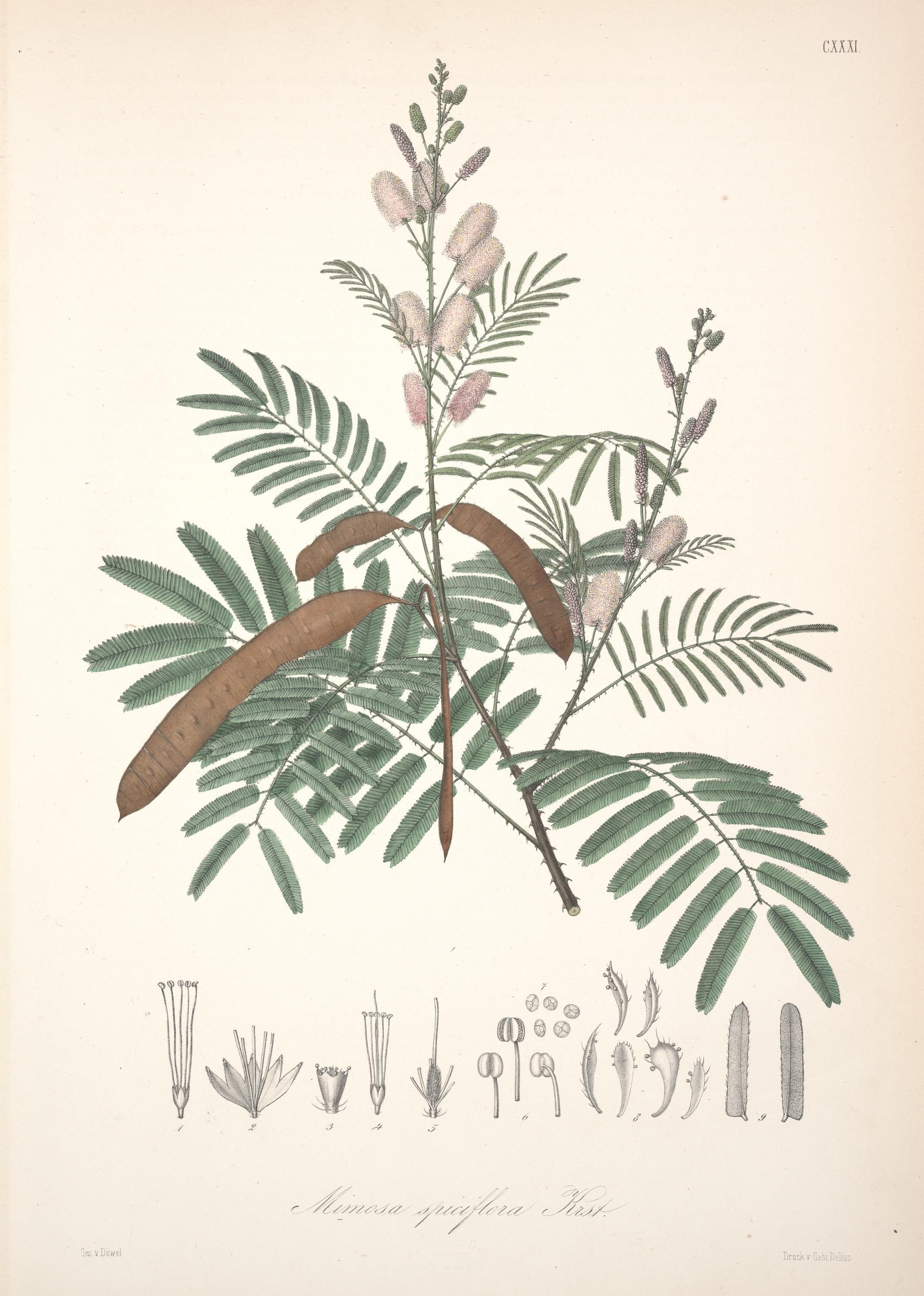
Illustration aus Florae Columbiae, 1863, Tafel CXXXI von Mimosa spiciflora

### Vegetative Merkmale
Mimosa-Arten sind krautige Pflanzen, Halbsträucher, Sträucher und kleine Bäume. Die Stängel sind meist dornig. Die wechselständig angeordneten Laubblätter sind doppelt gefiederte. Es sind Nebenblätter und „Nebenblättchen“, also auch an den Fiedern, vorhanden.

### Generative Merkmale
In den Blattachseln stehen einzeln oder zu mehreren an Blütenstandsschäften köpfchenförmig oder zylindrisch ährige Blütenstände. Bei den Mimosa-Arten sind alle Blüten zwittrig oder es kann Subdiözie vorhanden sein.
Die sitzenden, relativ kleinen Blüten sind drei- bis sechszählig, meist vierzählig mit doppelter Blütenhülle (Perianth). Die Kelchblätter sind glockenförmig verwachsen. Die Kronblätter sind nur an ihrer Basis verwachsen. Das auffälligste an den Blüten sind die freien, fädigen und vorstehenden Staubblätter, die in ein oder zwei Kreisen zu je (drei) vier (sechs) stehen und die Kronblätter überragen. Die Staubbeutel besitzen keine Drüsen. Das einzige Fruchtblatt enthält viele Samenanlagen. Der Griffel ist fädig.
Die meist flachen, gegliederten Hülsenfrüchte (Bruchfrucht; Rahmenhülsen) sind länglich bis linealisch, häutig bis ledrig und bestehen aus einsamigen Gliedern, die von haltbaren Rahmen (Replum) voneinander getrennt sind. Die flachen Samen sind elliptisch bis kreisförmig.

## Nastien der Mimosen
Bei Mimosa-Arten kommen bei den Laubblättern nastische Bewegungen (Pflanzenbewegung) vor.
Die Mimose wird auch häufig als „Sinnpflanze“ bezeichnet, da sie auffallend auf äußere Reize wie Berührungen reagiert.
Diese Bezeichnung ist allerdings etwas irreführend, da natürlich jede Pflanze mehr oder weniger ausgeprägt auf äußere Reize reagiert. Die Pflanze reagiert auf Berührungsreize (Thigmonastie), auf Erschütterungsreize (Seismonastie), auf Verletzung (Traumatonastie), auf Änderungen der Lichtintensität (Photonastie) und auf Luftbewegung mit einer der Reizrichtung unspezifischen Bewegung des Blattstiels, dem Fiederstrahl und den Fiederblättchen (Nastie).

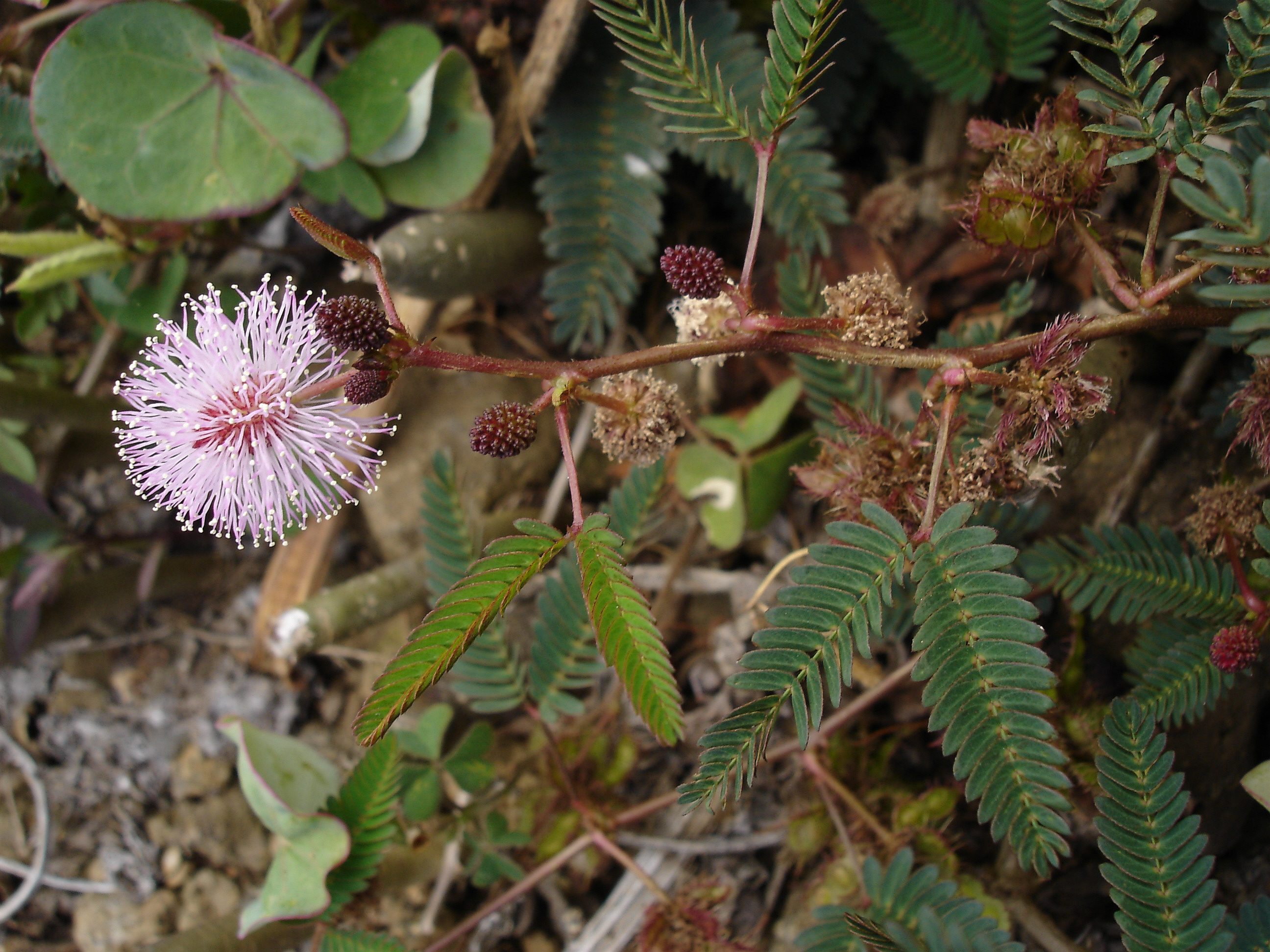
Mimose (Mimosa pudica), als Invasive Pflanzenart auf Réunion

## Invasive Pflanzenart
In vielen tropischen bis subtropischen Ländern sind verschiedene Mimosen-Arten sehr unbeliebte Neophyten. Diese invasiven Pflanzen breiten sich auf Weideflächen aus. Mimosen werden von Vieh nicht gefressen, wegen ihrer Bewegungen und der Dornen, und besiedeln so rasch weite Flächen durch reiche Samenbildung.

## Systematik und Verbreitung
Der Gattungsname Mimosa wurde 1753 durch Carl von Linné in Species Plantarum, Tomus I, S. 516–523 erstveröffentlicht. Lectotypusart ist Mimosa sensitiva L. Synonyme für Mimosa L. sind: Acanthopteron Britton, Haitimimosa Britton, Leptoglottis DC. ex Standl., Leptoglottis DC. nom. inval., Lomoplis Raf., Mimosopsis Britton & Rose, Morongia Britton, Neomimosa Britton & Rose, Pteromimosa Britton, Schranckiastrum Hassl., Schrankia Willd.
Die Gattung Mimosa gehört zur Tribus Mimoseae in der Unterfamilie der Mimosoideae innerhalb der Familie Fabaceae (Leguminosae). Es gibt etwa 57 ähnlich artenreiche Gattungen innerhalb der Bedecktsamigen Pflanzen; man schätzt 2010 die Artenzahl auf 530 und laufend werden neue Arten beschrieben. Diese artenreiche Gattung wird in Sektionen und Serien gegliedert.
Die Gattung Mimosa ist überwiegend in der Neotropis beheimatet. Ihre Habitate umfassen Regenwälder bis zur trockenen Savanne.

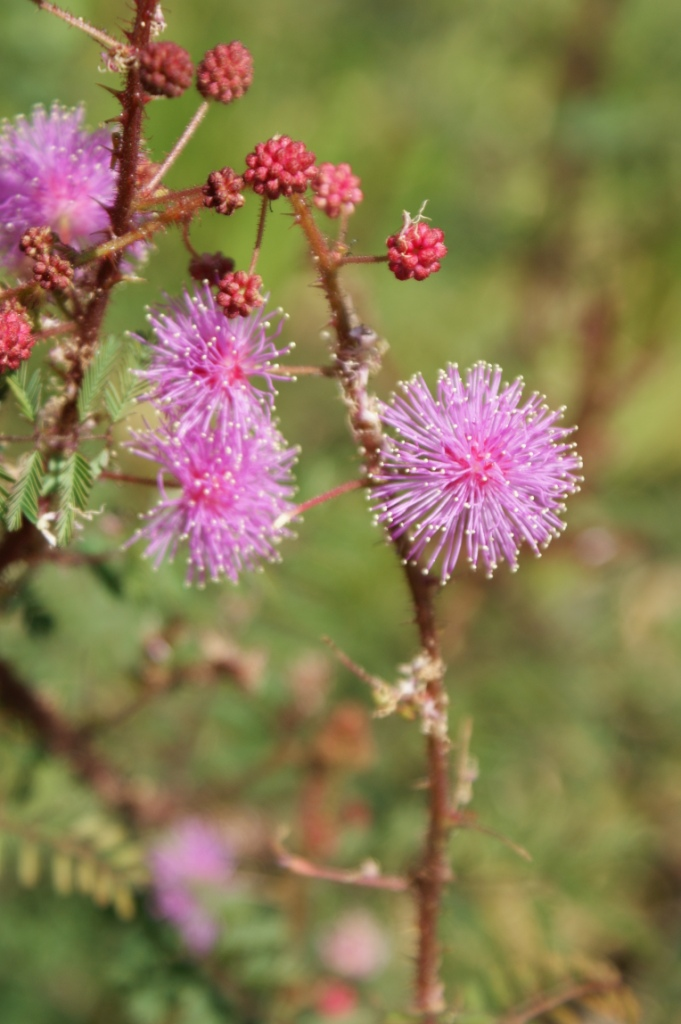
Knospige und aufgeblühte Blütenstände von Mimosa adenocarpa

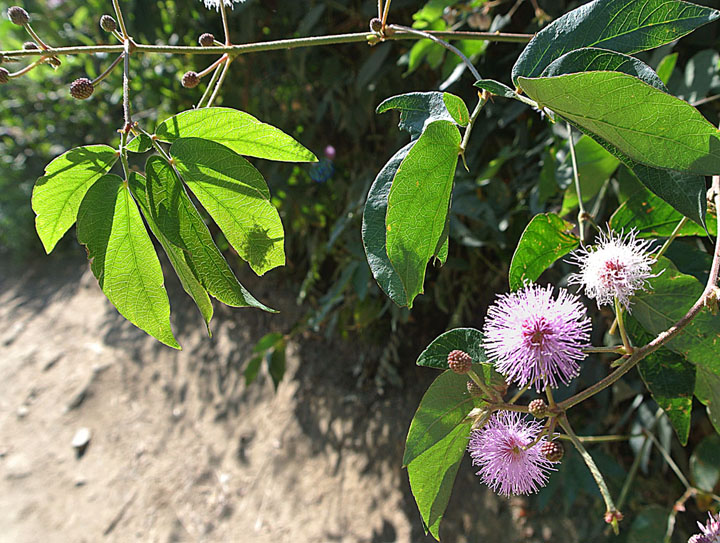
Zweig mit Laubblättern und Blütenständen von Mimosa albida

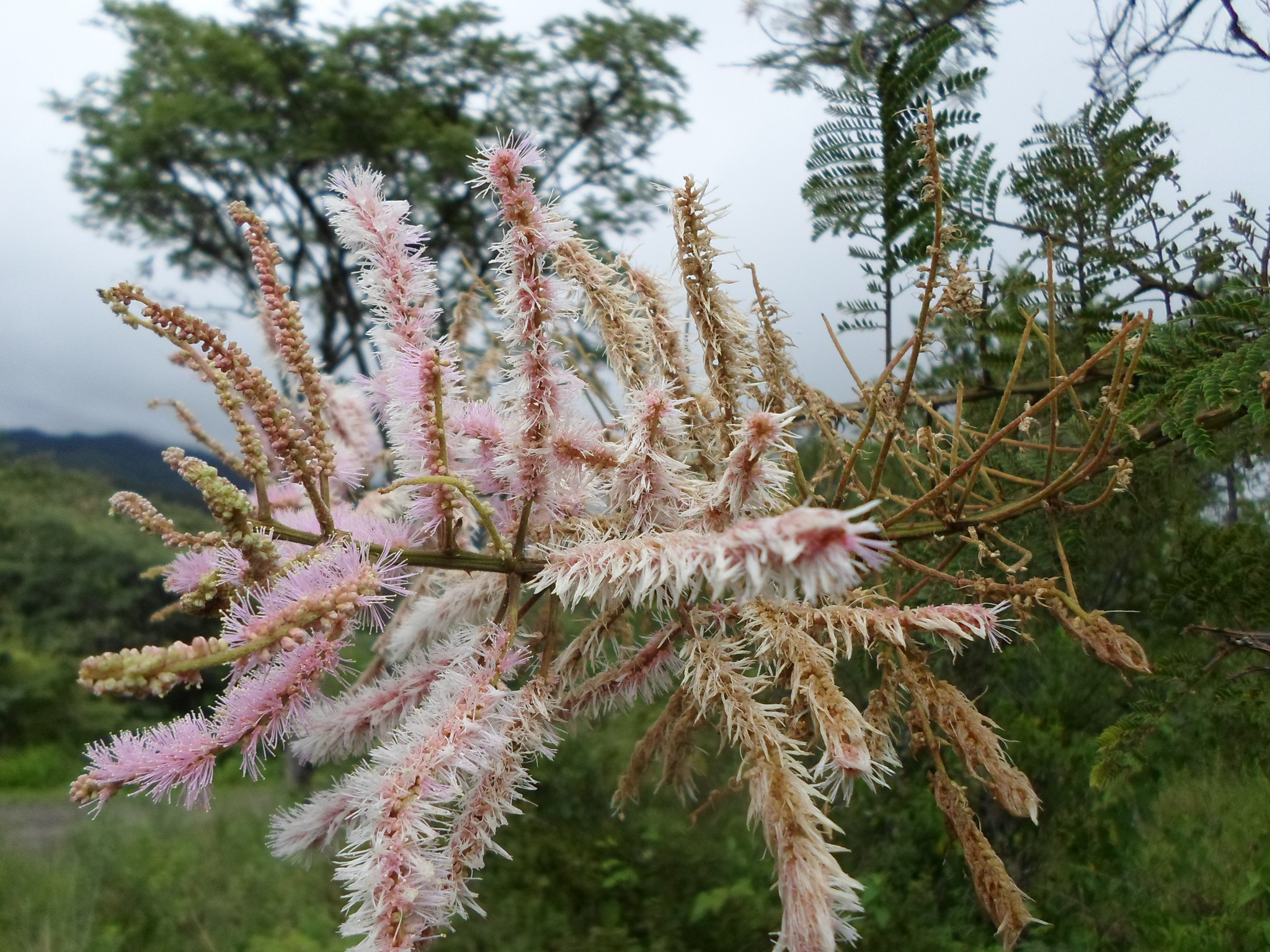
Blütenstand von Mimosa benthamii

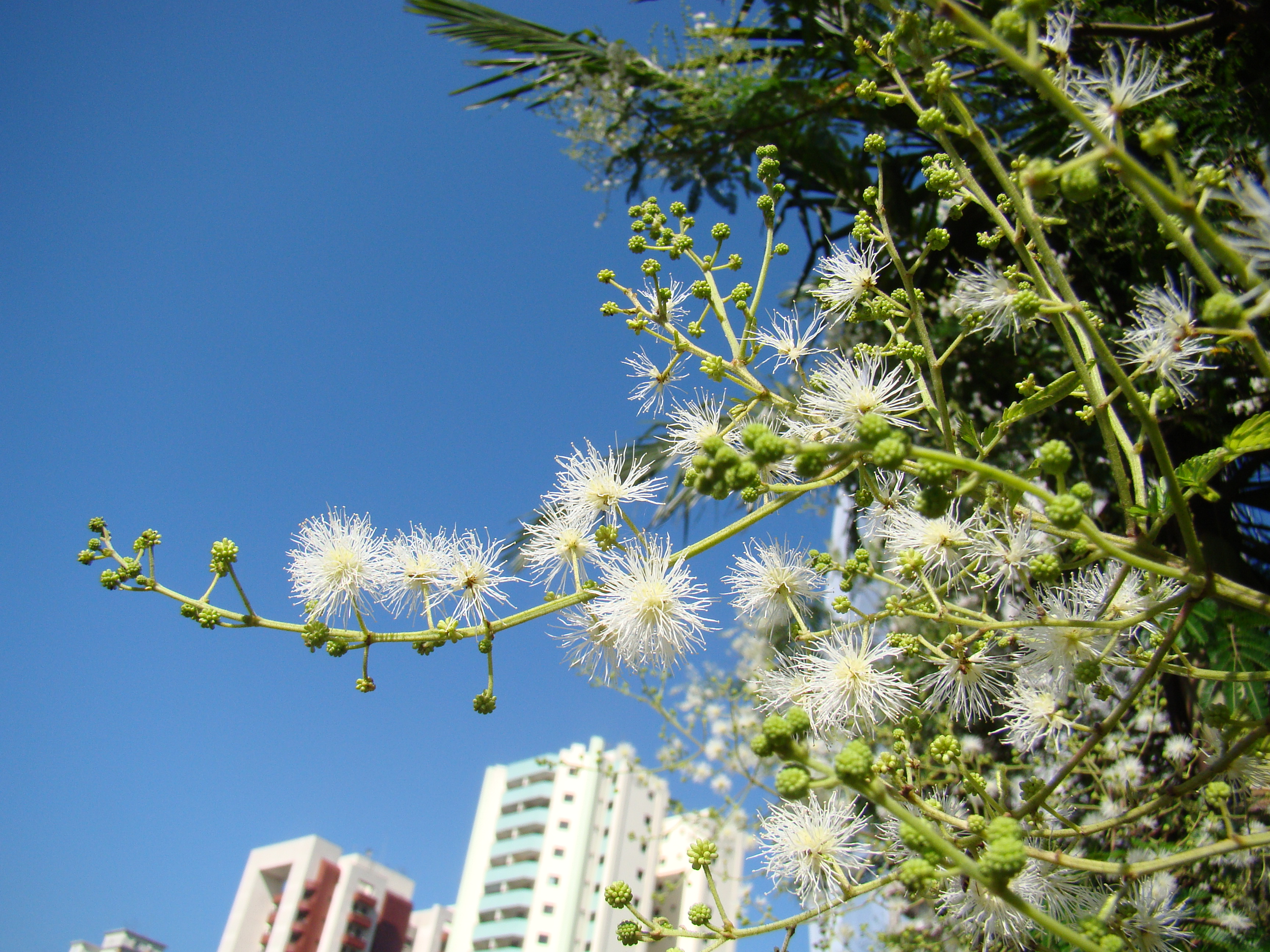
Mimosa bimucronata

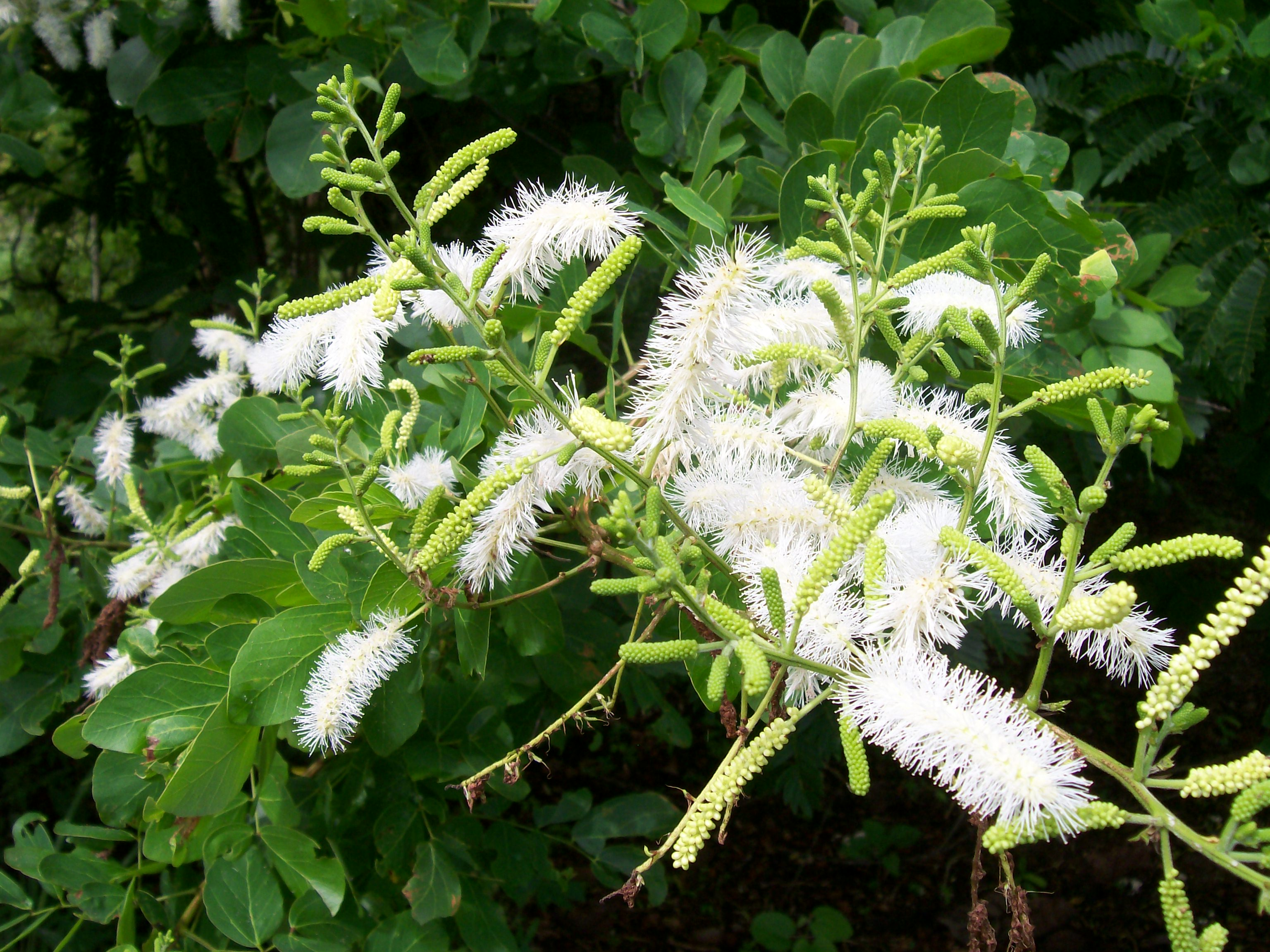
Mimosa caesalpiniifolia

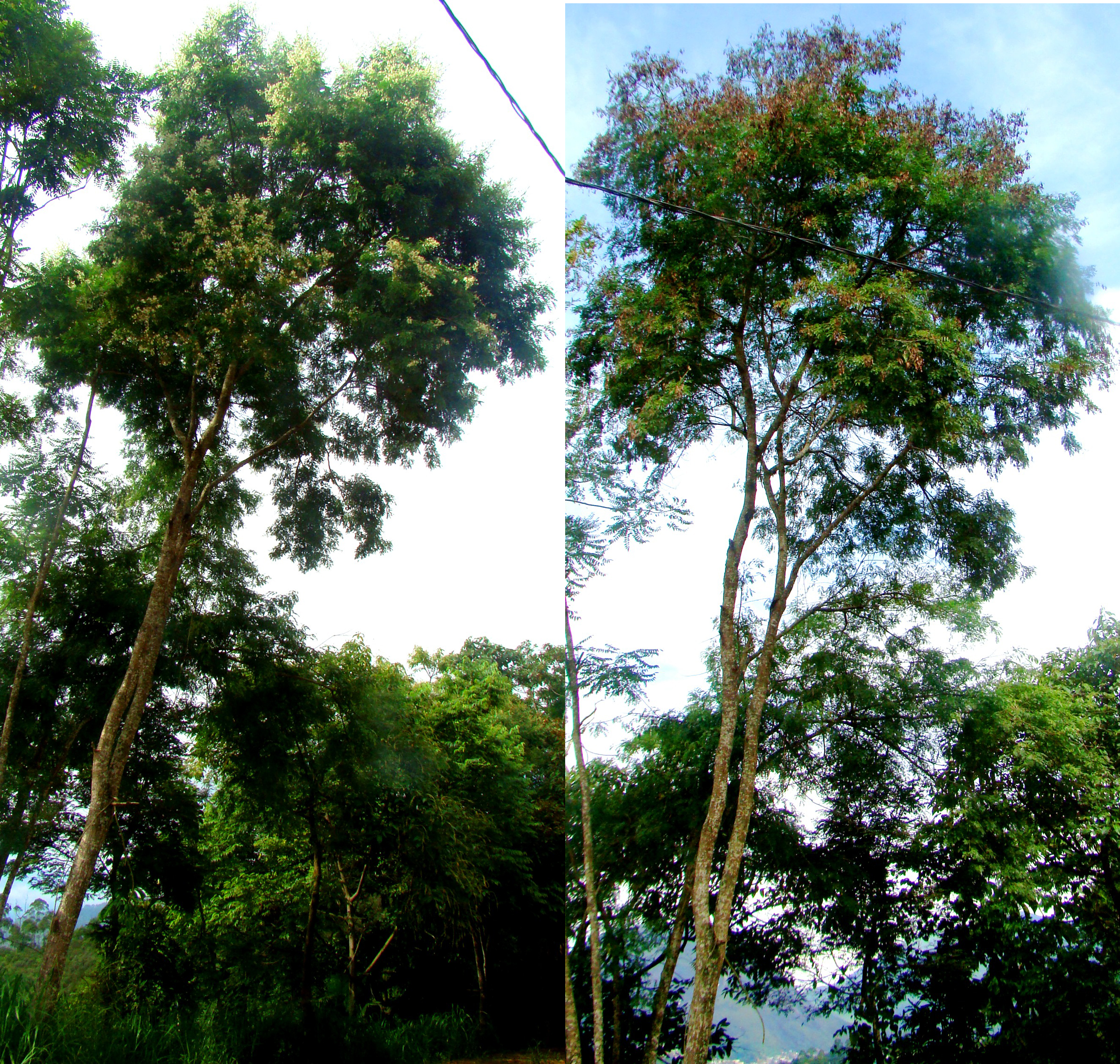
Habitus von Mimosa cubatanensis

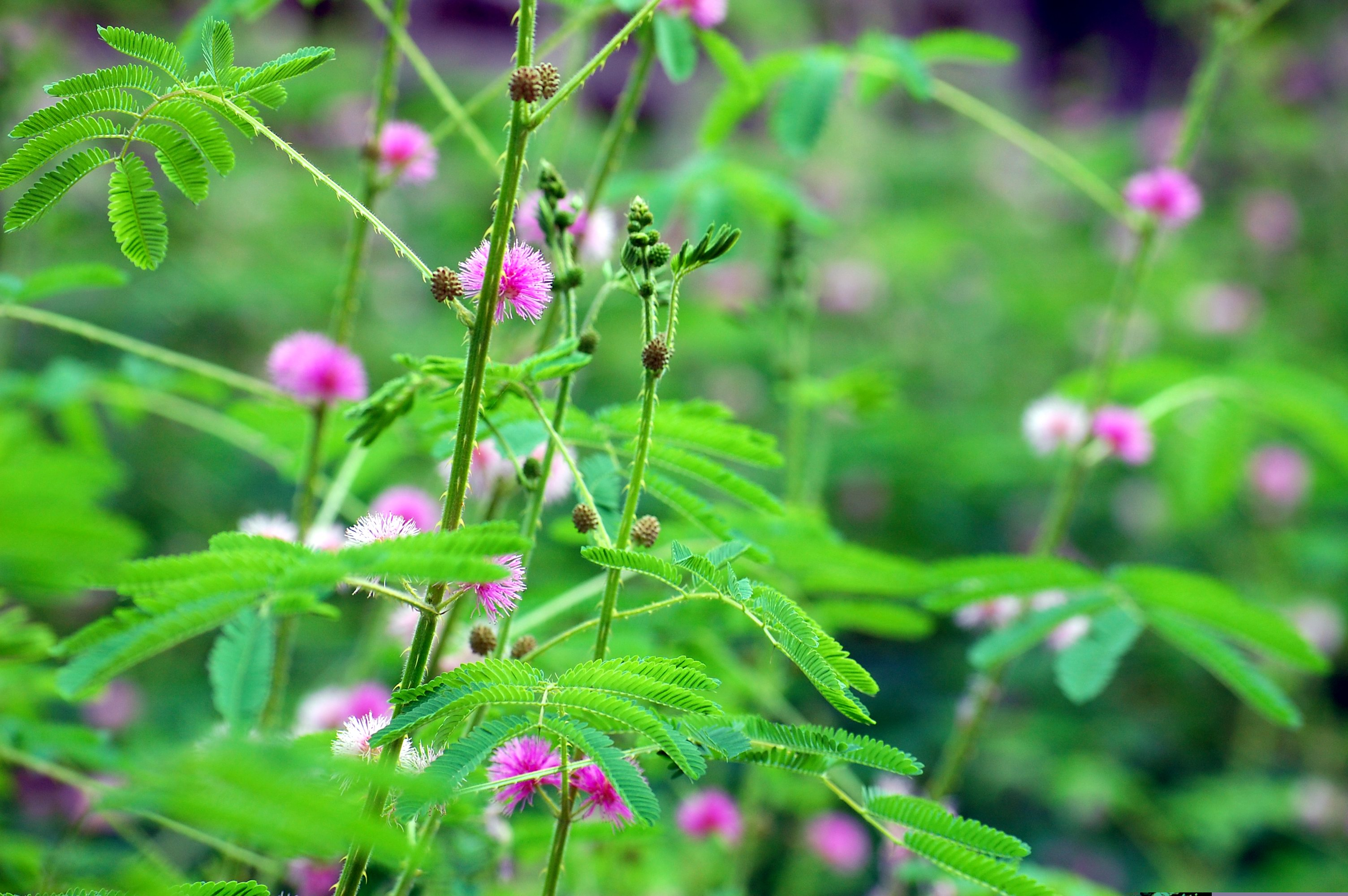
Mimosa diplotricha

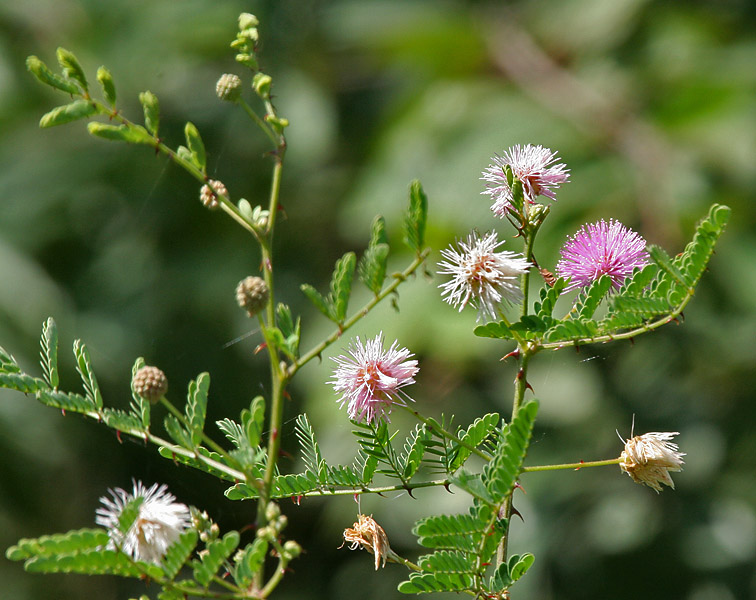
Mimosa hamata

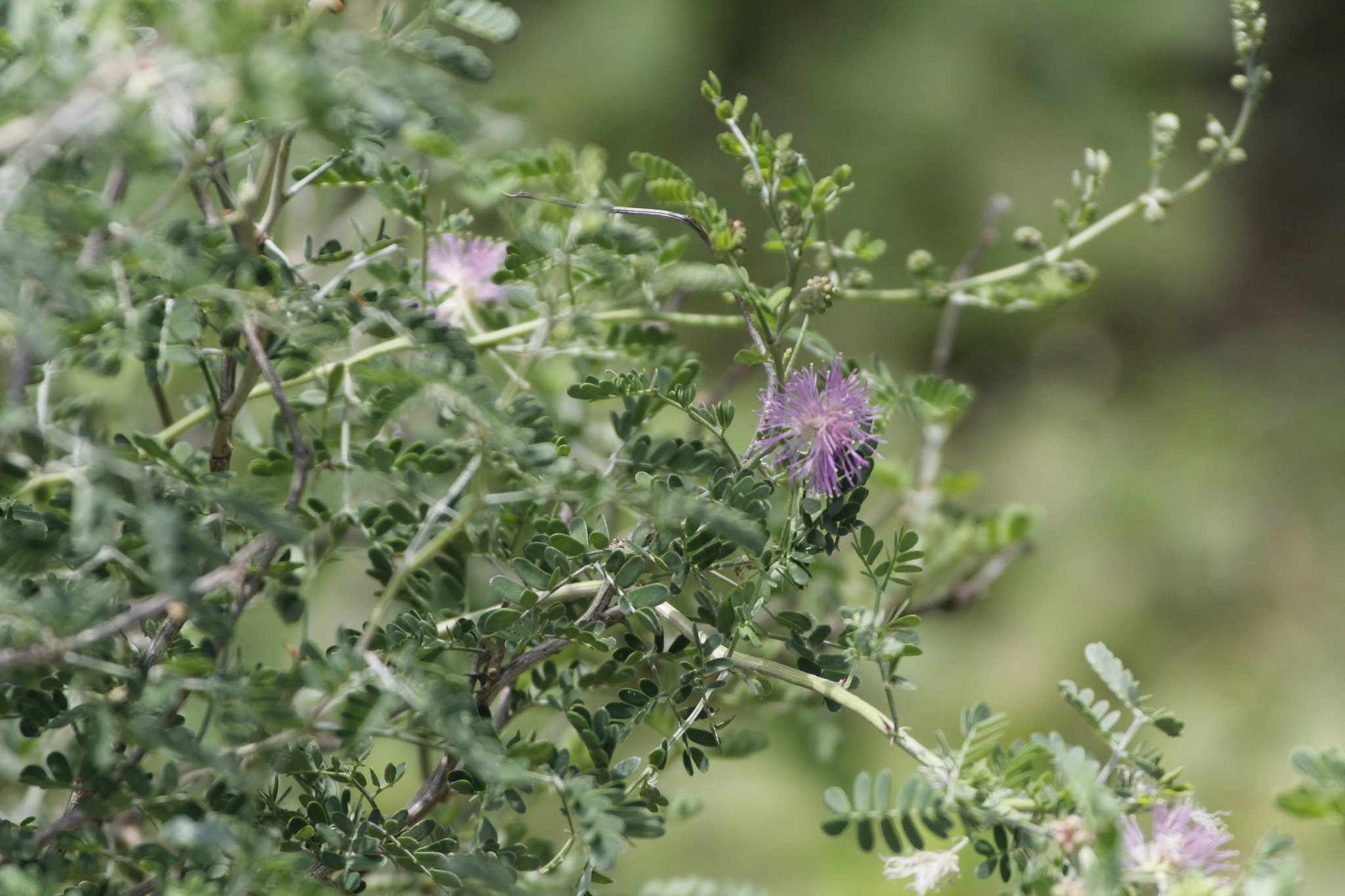
Mimosa monancistra

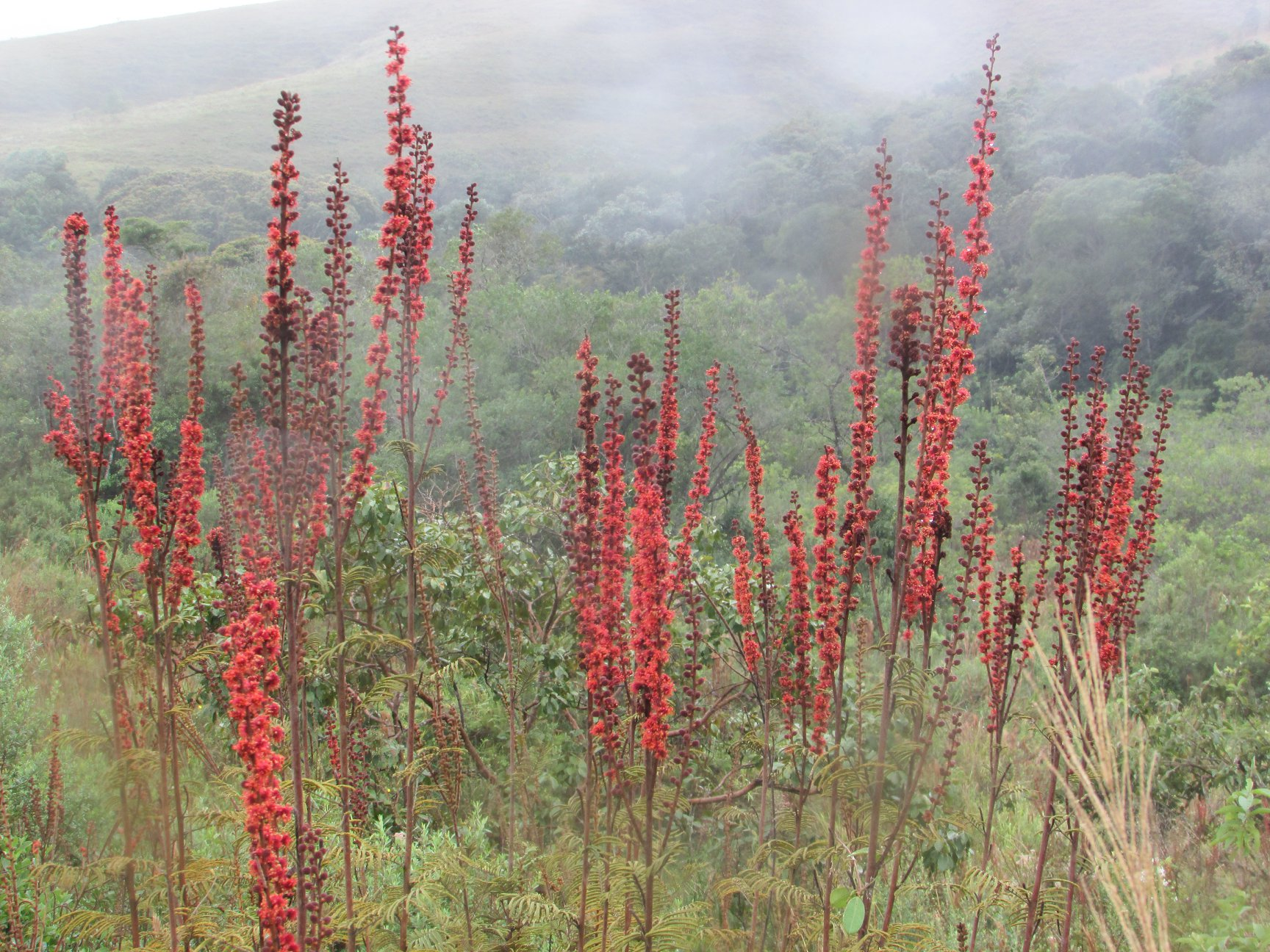
Mimosa myriophylla

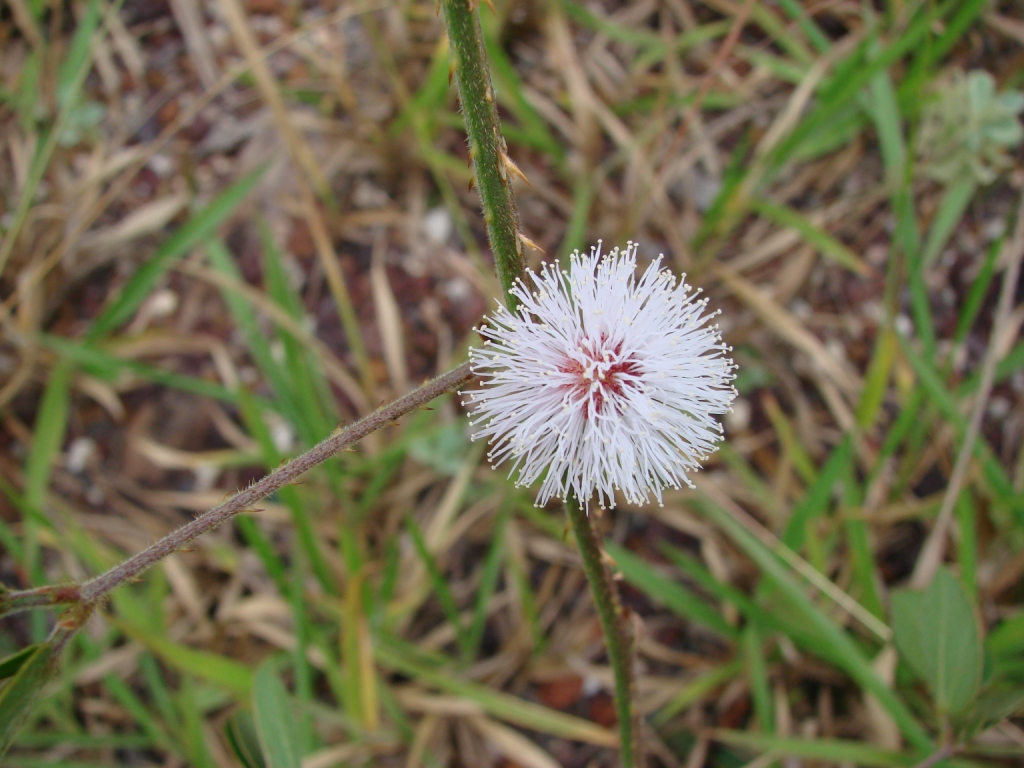
Aufgeblühter Blütenstand von Mimosa nuda

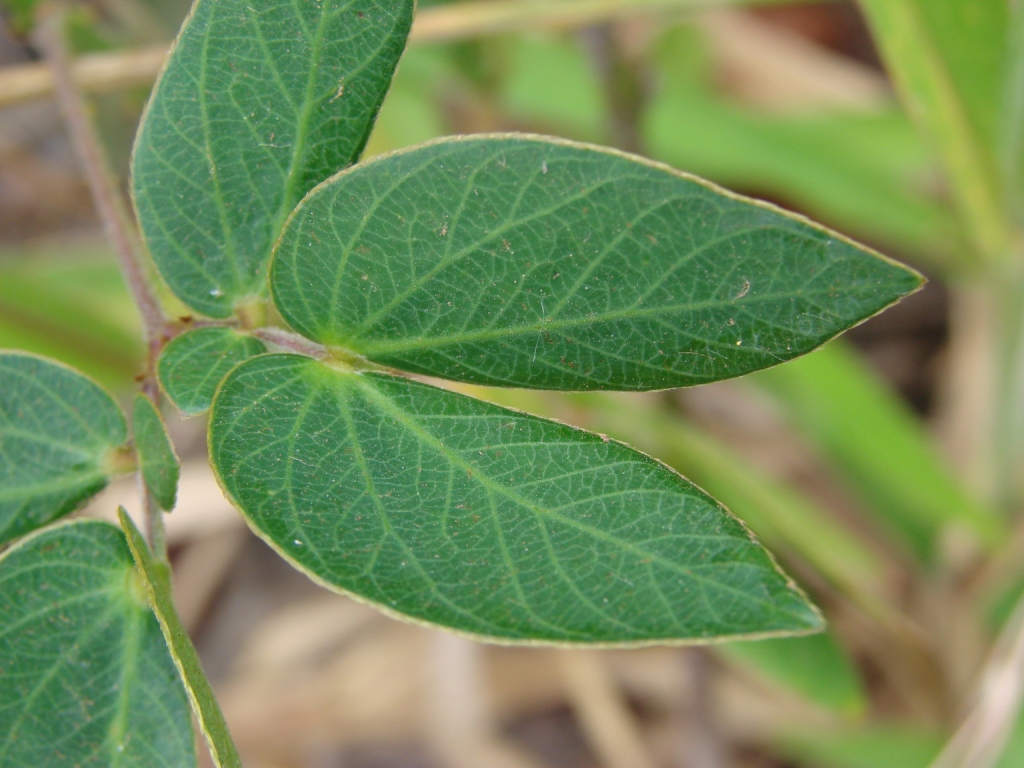
Laubblätter von Mimosa nuda

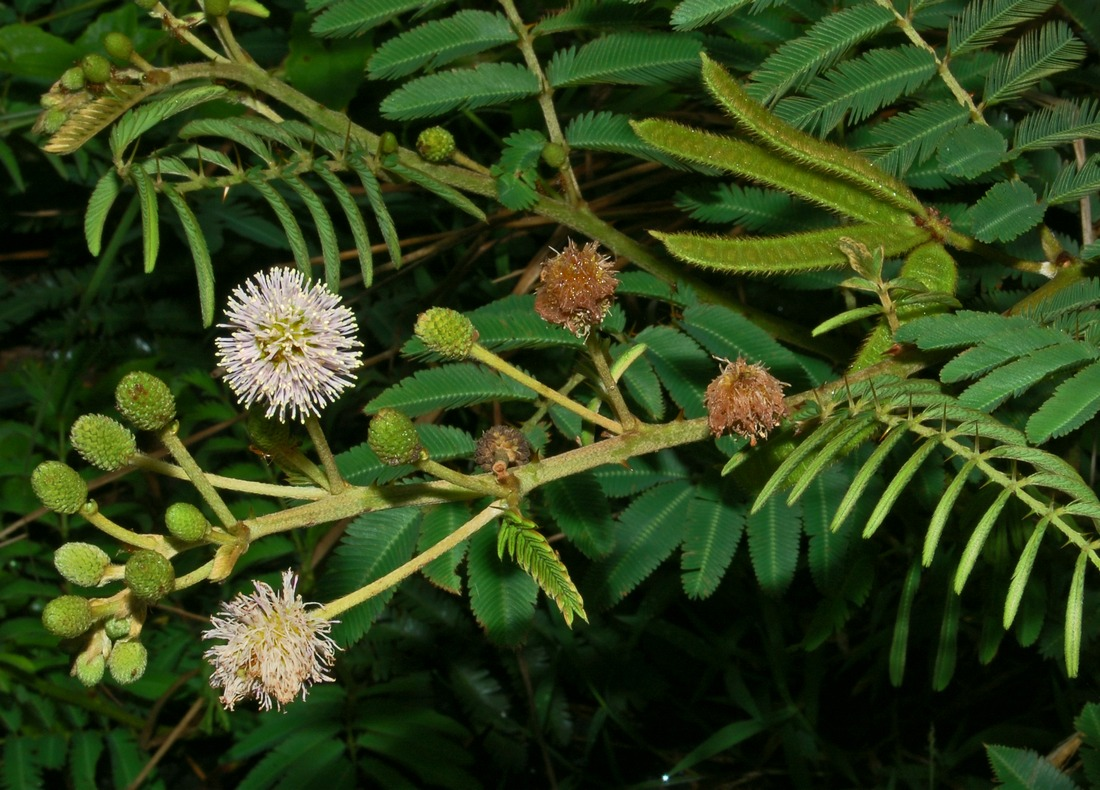
Mimosa pigra

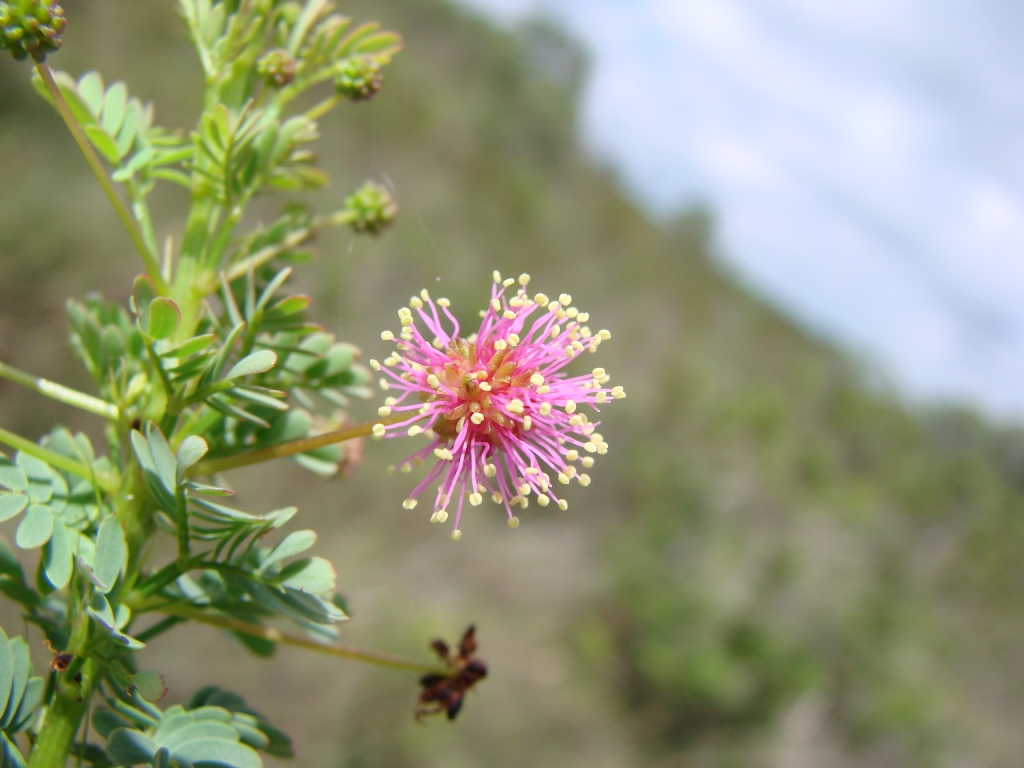
Mimosa polydidyma

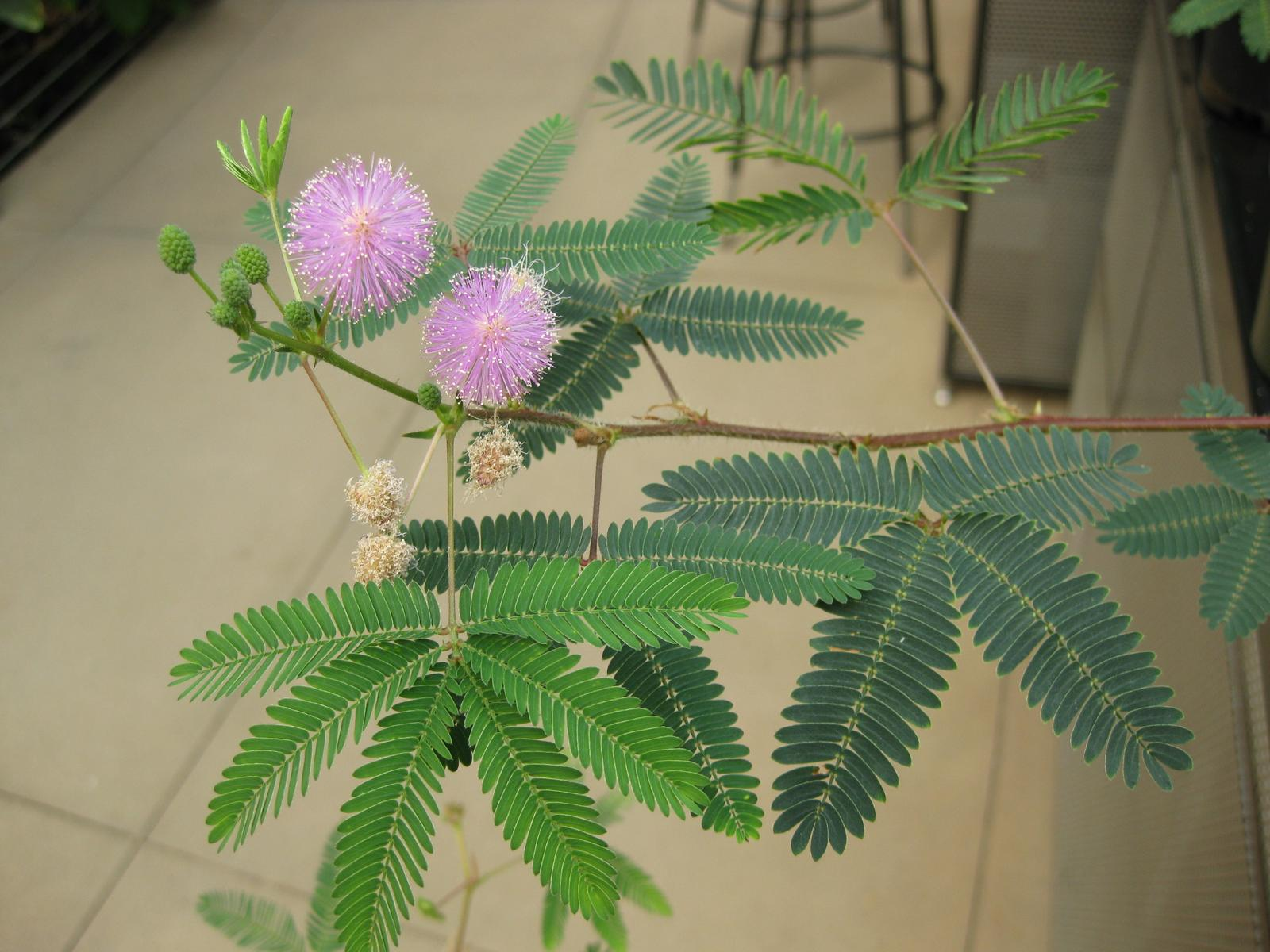
Mimosa pudica

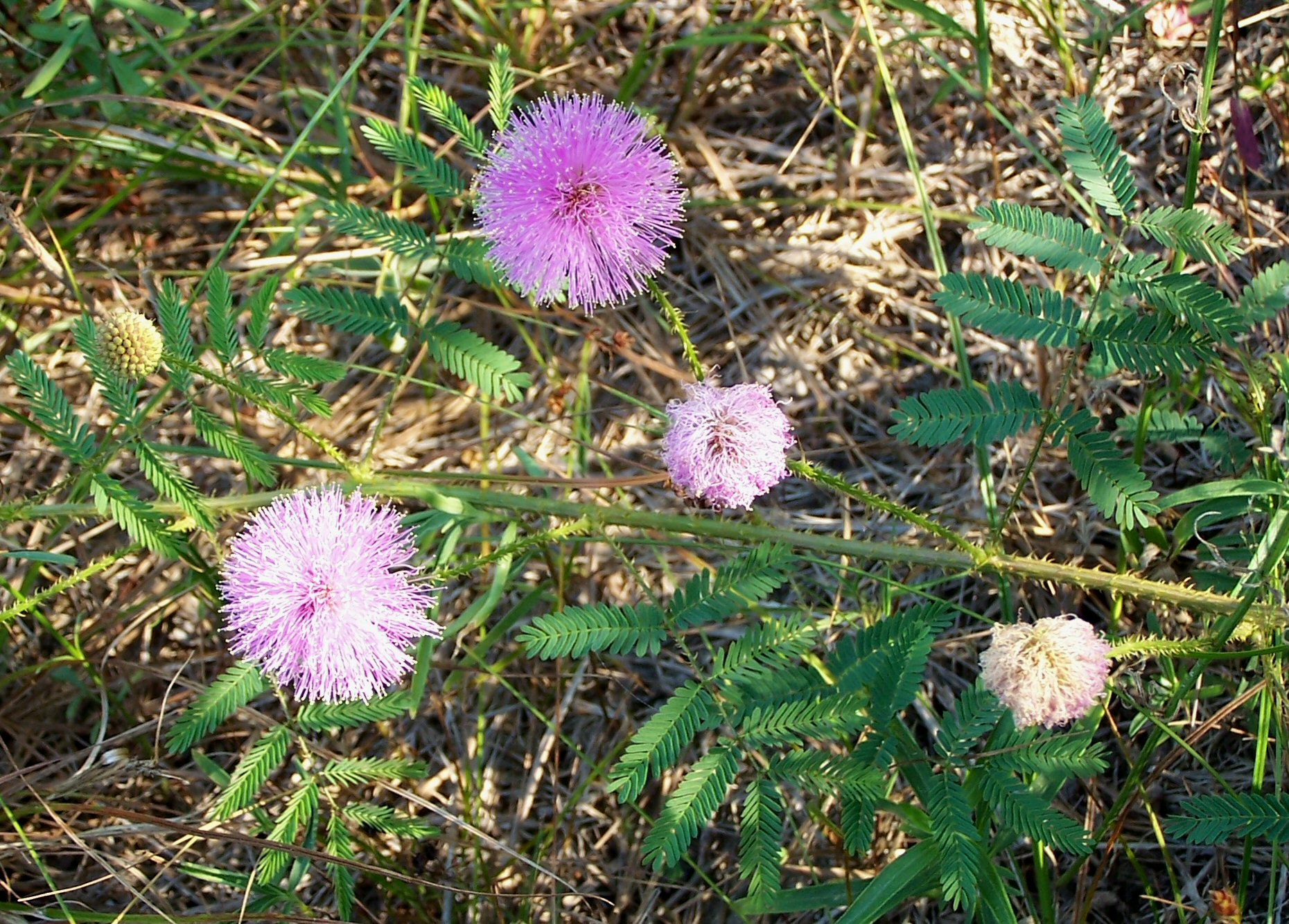
Habitus und Blütenstände mit rosafarbenen Staubblättern von Mimosa quadrivalvis var. nuttallii

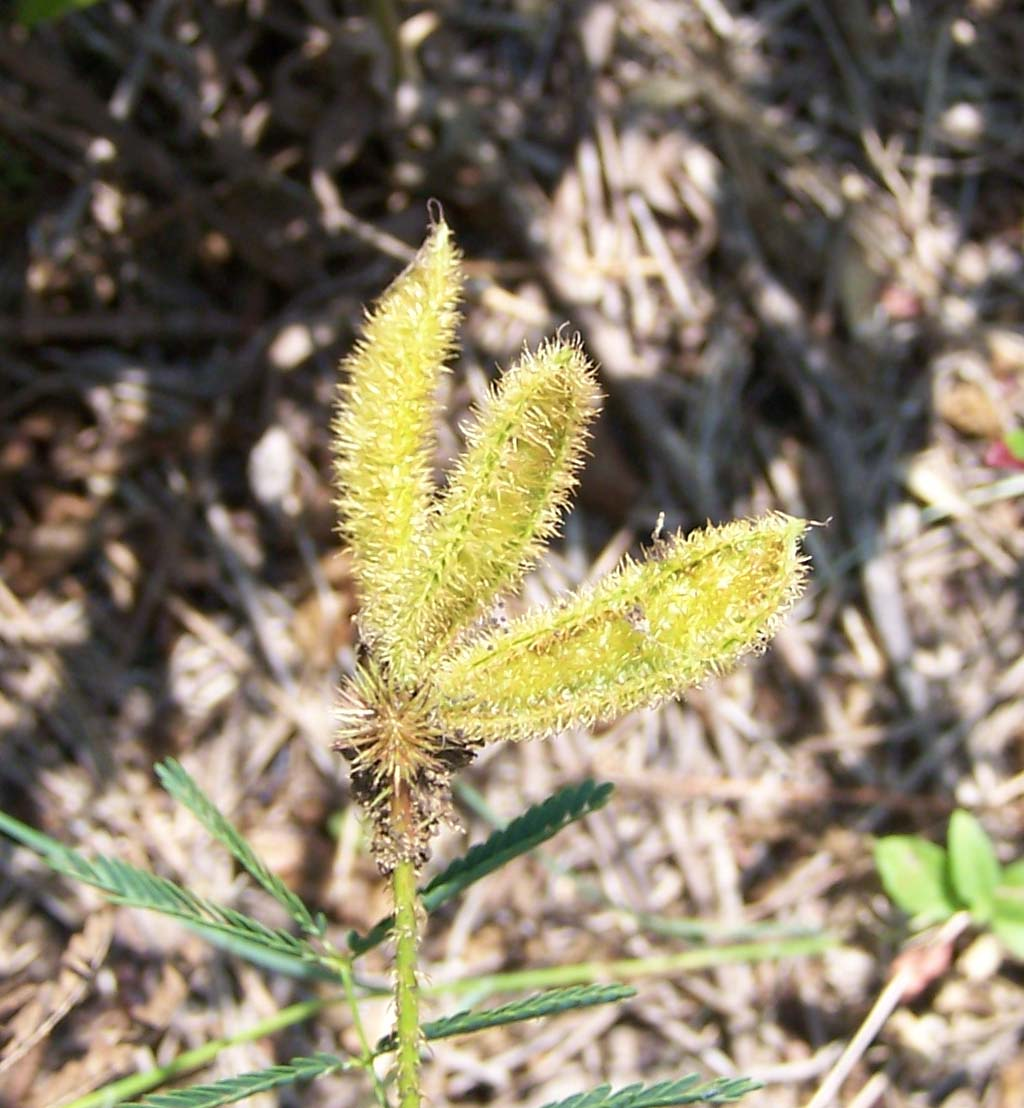
Gegliederte Hülsenfrüchte von Mimosa quadrivalvis var. nuttallii

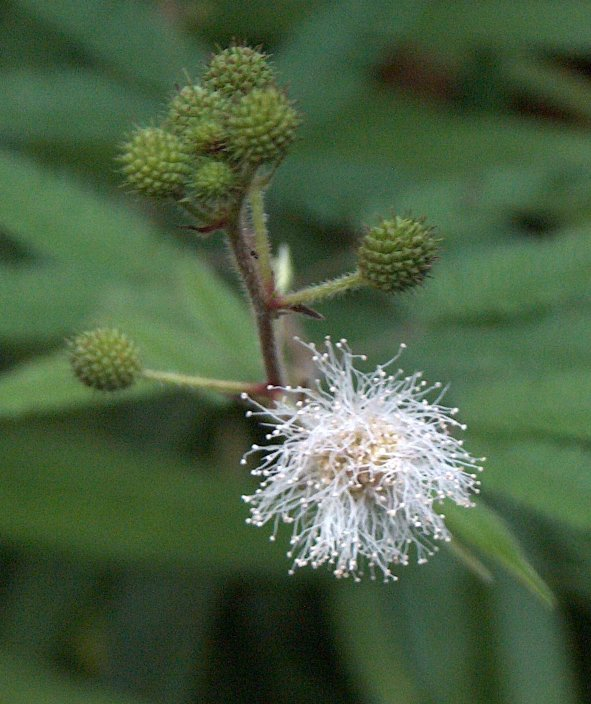
Knospige Blütenstände und aufgeblühter Blütenstand von Mimosa spegazzini

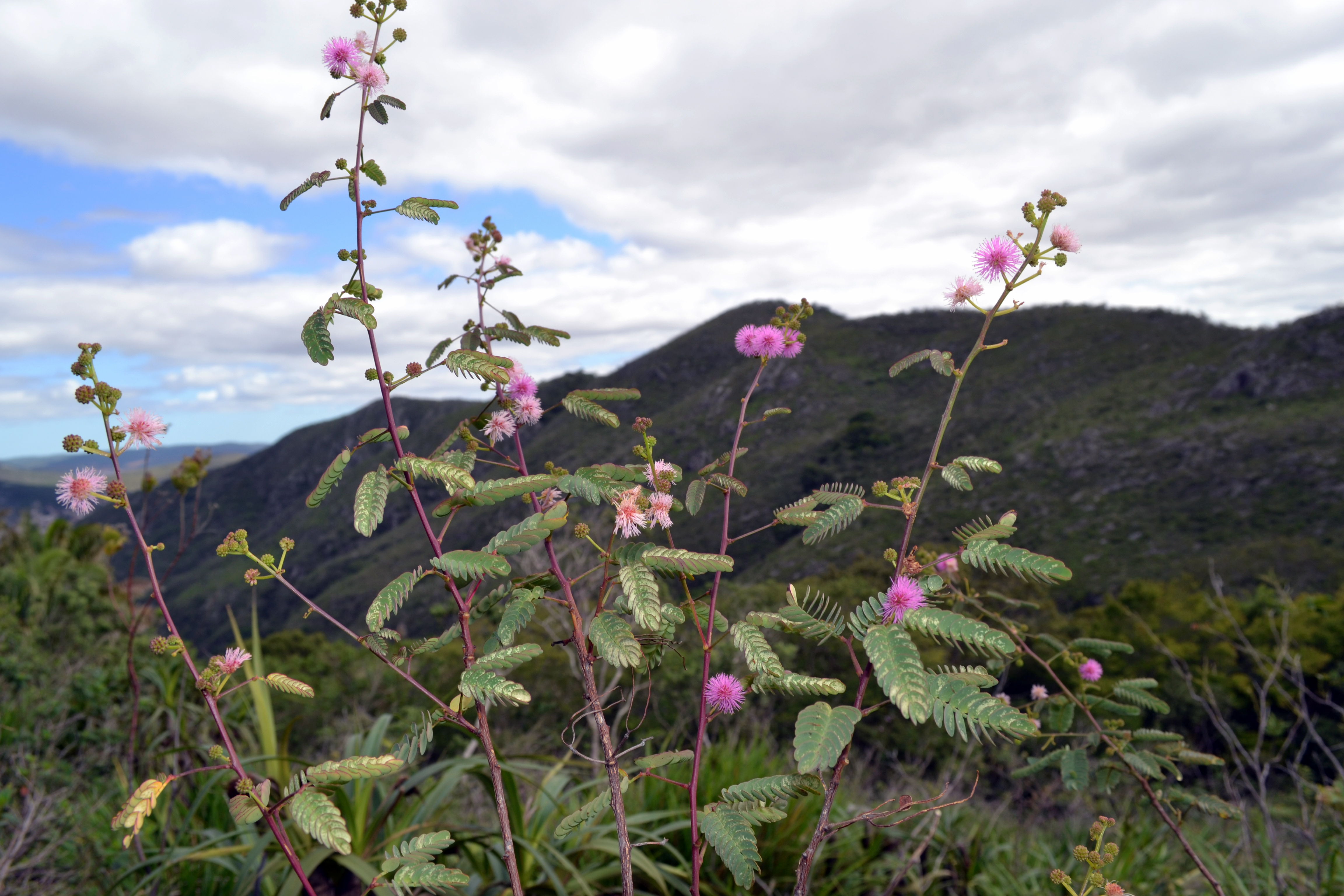
Mimosa subenervis

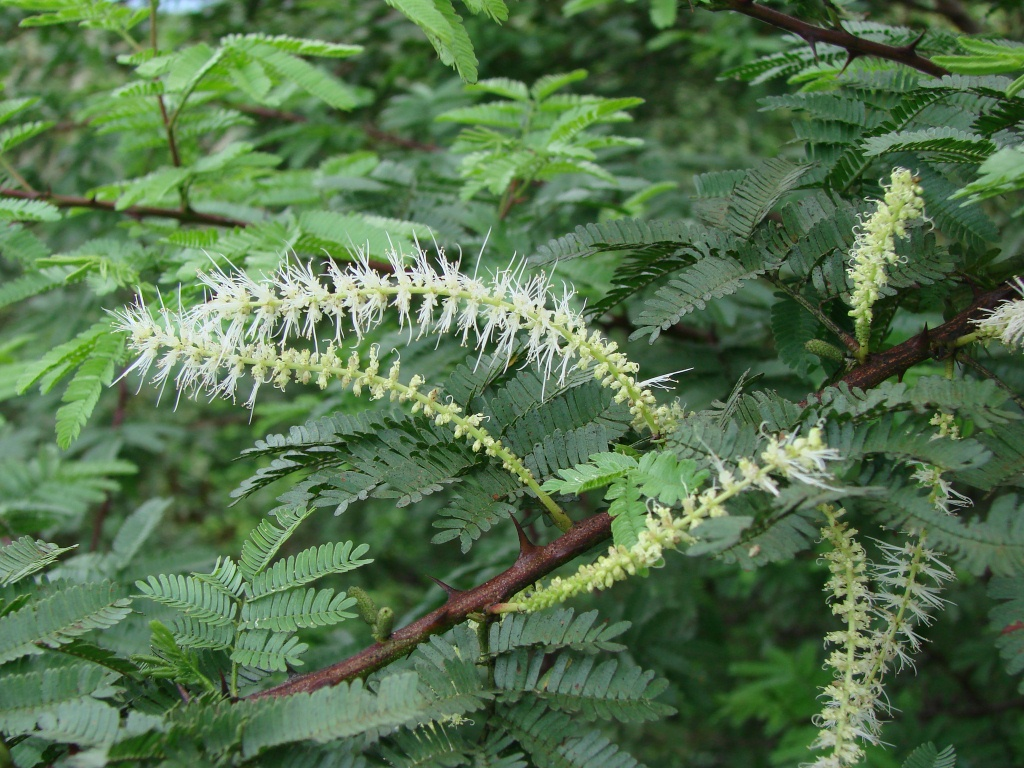
Mimosa tenuiflora

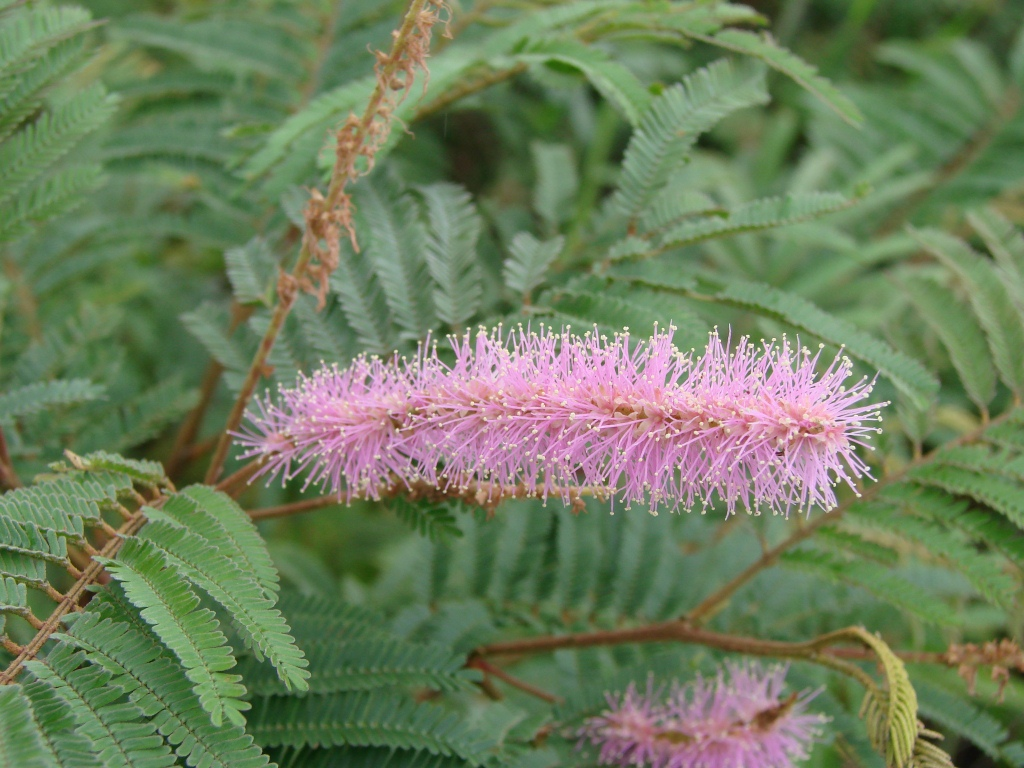
Zweig mit Laubblättern und Blütenstand von Mimosa verrucosa

Es gibt etwa 400 bis 530 Mimosa-Arten:
- Mimosa acantholoba (Willd.) Poir.[5]
- Mimosa acapulcensis Robinson[5]
- Mimosa acerba Benth.:[5]
  - Mimosa acerba Benth. var. acerba[5]
  - Mimosa acerba var. asperrimoides Burkart[5]
  - Mimosa acerba var. latifolia Benth.[5]
  - Mimosa acerba var. strigosa (Griseb.) Burkart[5]
- Mimosa aculeaticarpa Ortega:[5]
  - Mimosa aculeaticarpa Ortega var. aculeaticarpa[5]
  - Mimosa aculeaticarpa var. desmanthocarpa (Robinson) J.F.Macbr.[5]
  - Mimosa aculeaticarpa var. imparilis J.F.Macbr.[5]
- Mimosa acutistipula Benth.[5]
- Mimosa adenantheroides (M.Martens & Galeotti) Benth.[5]
- Mimosa adenocarpa Benth.[5]
- Mimosa adenophylla Taub.:[5]
  - Mimosa adenophylla Taub. var. adenophylla[5]
  - Mimosa adenophylla var. armandiana (Rizzini) Barneby[5]
  - Mimosa adenophylla var. mitis Barneby[5]
- Mimosa adenotricha Benth.[5]
- Mimosa adversa Benth.[5]
- Mimosa aemula Spreng.[5]
- Mimosa affinis Robinson[5]
- Mimosa albida Willd.:[5]
  - Mimosa albida var. aequatoriana Rudd[5]
  - Mimosa albida Willd. var. albida[5]
  - Mimosa albida var. erratica J.F.Macbr.[5]
  - Mimosa albida var. pochutlensis R.Grether[5]
  - Mimosa albida var. strigosa (Willd.) Robinson[5]
  - Mimosa albida var. willdenowii (Poir.) Rudd[5]
- Mimosa albolanata Taub.[5]
- Mimosa alleniana Morong[5]
- Mimosa altoparanensis Burkart[5]
- Mimosa amambayensis Hassl.:[5]
  - Mimosa amambayensis Hassl. var. amambayensis[5]
  - Mimosa amambayensis var. glabrata Hassl.[5]
- Mimosa amphigena Burkart:[5]
  - Mimosa amphigena Burkart var. amphigena[5]
  - Mimosa amphigena var. eglandulosa Burkart[5]
  - Mimosa amphigena var. glabrescens Burkart[5]
  - Mimosa amphigena var. inermis Burkart[5]
  - Mimosa amphigena var. trachycarpoides Burkart[5]
- Mimosa andina Benth.[5]
- Mimosa andreana Britton & Killip[5]
- Mimosa andringitrensis R.Vig.[5]
- Mimosa angusta Benth.[5]
- Mimosa angustisiliqua Gamble[5]
- Mimosa annularis Benth.[5]
- Mimosa antioquensis Rudd[5]
- Mimosa antrorsa Benth.[5]
- Mimosa aparadensis Burkart[5]
- Mimosa apleura Urb.[5]
- Mimosa apodocarpa Benth.[5]
- Mimosa arcuata M.Martens & Galeotti[5]
- Mimosa arenosa (Willd.) Poir.[5]
- Mimosa argentinensis Burkart:[5]
  - Mimosa argentinensis Burkart var. argentinensis[5]
  - Mimosa argentinensis var. saltensis Burkart[5]
- Mimosa argillicola Hassl.[5]
- Mimosa argillotropha Robinson[5]
- Mimosa artemisiana Heringer & Paula[5]
- Mimosa aspera M.E.Jones[5]
- Mimosa asperata L.: Sie kommt von Texas über Mexiko, Belize, Guatemala bis Nicaragua und in Kuba vor.[3][5]
- Mimosa asperrima Benth.[5]
- Mimosa aureliana Barneby & Fortunato[5]
- Mimosa auriculata Benth.[5]
- Mimosa aurivillus Mart.:[5]
  - Mimosa aurivillus Mart. var. aurivillus[5]
  - Mimosa aurivillus var. sordescens Benth.[5]
- Mimosa axillaris Benth.[5]
- Mimosa azuensis Britton & Rose[5]
- Mimosa bahamensis Benth.}: Sie kommt auf den Bahamas und von Mexiko über Belize bis Guatemala vor.[3][5]
- Mimosa balansae Micheli[5]
- Mimosa balduinii Burkart[5]
- Mimosa barberi Gamble[5]
- Mimosa barrancana Gentry[5]
- Mimosa barretoi Hoehne[5]
- Mimosa benthamii J.F.Macbr.[5]
- Mimosa berroi Burkart[5]
- Mimosa bifurca Benth.[5]
- Mimosa bijuga Benth.[5]
- Mimosa bimucronata (DC.) Kuntze:[5]
  - Mimosa bimucronata var. adenocarpa Hassl.[5]
  - Mimosa bimucronata (DC.) Kuntze var. bimucronata[5]
  - Mimosa bimucronata var. gymnocarpa Hassl.[5]
  - Mimosa bimucronata var. trichocarpa Hassl.[5]
- Mimosa blanchetii Benth.: Sie kommt im brasilianischen Bundesstaat Bahia vor.[5]
- Mimosa boliviana Benth.[5]
- Mimosa bonplandii Benth.:[5]
  - Mimosa bonplandii Benth. var. bonplandii[5]
  - Mimosa bonplandii var. minor (Hook. & Arn.) Benth.[5]
- Mimosa borboremae Harms[5]
- Mimosa borealis A.Gray[5]
- Mimosa botucatuana Hoehne[5]
- Mimosa brachycarpa Benth.[5]
- Mimosa brachystachya Taub.[5]
- Mimosa bracteolaris Benth.[5]
- Mimosa brandegeei Robinson[5]
- Mimosa brevipes Benth.[5]
- Mimosa brevipetiolata Burkart[5]
- Mimosa brevipinna Benth.[5]
- Mimosa brevispica Harms[5]
- Mimosa brevispicata Britton & Rose[5]
- Mimosa buchii Urb.[5]
- Mimosa burchellii Benth.[5]
- Mimosa burkartii Marchesi[5]
- Mimosa busseana Harms[5]
- Mimosa caduca Poir.[5]
- Mimosa caerulea Rose[5]
- Mimosa caesalpiniifolia Benth.: Sie ist ursprünglich in Brasilien verbreitet und ist im tropischen Afrika ein Neophyt.[3][5]
- Mimosa cafesiana Rojas[5]
- Mimosa cainguensis Burkart[5]
- Mimosa calcicola Robinson[5]
- Mimosa calliandroides Hoehne[5]
- Mimosa callithrix Malme[5]
- Mimosa callosa Benth.:[5]
  - Mimosa callosa Benth. var. callosa[5]
  - Mimosa callosa var. longiracemosa Burkart[5]
  - Mimosa callosa var. microphylla Chodat & Hassl.[5]
- Mimosa calocephala Mart.[5]
- Mimosa calodendron Mart.:[5]
  - Mimosa calodendron Mart. var. calodendron[5]
  - Mimosa calodendron var. leprosa Benth.[5]
  - Mimosa calodendron var. transiens Burkart[5]
  - Mimosa calodendron var. unijuga Burkart[5]
- Mimosa calothamnus Mart.[5]
- Mimosa calycina Benth.[5]
- Mimosa campicola Harms[5]
  - Mimosa campicola Harms var. campicola[5]
  - Mimosa campicola var. planipes Barneby[5]
- Mimosa camporum Benth. (Syn.: Mimosa martensis Britton & Killip, Mimosa aeschynomenes Benth., Mimosa flavescens Splitg., Mimosa flaviseta Benth., Mimosa pusilla Benth.): Sie ist in der Neotropis von Mexiko und auf Karibischen Inseln über Zentralamerika bis ins nördliche sowie westliche Südamerika verbreitet.[3][5]
- Mimosa canahuensis Standl. & Steyerm.[5]
- Mimosa candelabrum Hassl.:[5]
  - Mimosa candelabrum Hassl. var. candelabrum[5]
  - Mimosa candelabrum var. joergensenii Burkart[5]
- Mimosa capillipes Benth.:[5]
  - Mimosa capillipes var. brevifolia Benth.[5]
  - Mimosa capillipes Benth. var. capillipes[5]
  - Mimosa capillipes var. microphylla Benth.[5]
- Mimosa capuronii Villiers[5]
- Mimosa carbonalis A.R.Molina[5]
- Mimosa carvalhoi Barneby[5]
- Mimosa casta L.[5]
- Mimosa castanoclada Barneby & Fortunato[5]
- Mimosa catalinae Leon[5]
- Mimosa cataractae Ducke[5]
- Mimosa catharinensis Burkart[5]
- Mimosa caudero L.Cardenas[5]
- Mimosa ceratonia L.:[5]
  - Mimosa ceratonia L. var. ceratonia[5]
  - Mimosa ceratonia var. interior Barneby[5]
  - Mimosa ceratonia var. pseudo-obovata (Taub.) Barneby[5]
- Mimosa chacoensis Barneby & Fortunato[5]
- Mimosa chaetocarpa Brandegee[5]
- Mimosa chihuahuana Britton & Rose[5]
- Mimosa chodatii Hassl.[5]
- Mimosa chrysastra Benth.[5]
- Mimosa ciliata Spreng.[5]
- Mimosa claussenii Benth.[5]
- Mimosa coelho-de-moraesii Pickel & Handro[5]
- Mimosa coelocarpa Robinson[5]
- Mimosa colombiana Britton & Killip[5]
- Mimosa concinna Benth.[5]
- Mimosa congestifolia Burkart[5]
- Mimosa coniflora Burkart[5]
- Mimosa cordistipula Benth.:[5]
  - Mimosa cordistipula Benth. var. cordistipula[5]
  - Mimosa cordistipula var. pubescens Hassl.[5]
  - Mimosa cordistipula var. tomentosa Hassl.[5]
- Mimosa cordobensis Ariza[5]
- Mimosa coruscocaesia Barneby[5]
- Mimosa corynadenia Britton & Rose[5]
- Mimosa costenya McVaugh[5]
- Mimosa cruenta Benth.:[5]
  - Mimosa cruenta Benth. var. cruenta[5]
  - Mimosa cruenta var. glabra Burkart[5]
- Mimosa cuatrecasasii Rudd[5]
- Mimosa cubatanensis Hoehne[5]
- Mimosa cuzcoana J.F.Macbr.[5]
- Mimosa cyclophylla Taub.[5]
- Mimosa cylindracea Benth.[5]
- Mimosa daleoides Benth.[5]
- Mimosa dalyi Barneby[5]
- Mimosa dasyphylla Baker[5]
- Mimosa deamii Robinson[5]
- Mimosa debilis Willd.[5]
- Mimosa decurrens Duhamel[5]
- Mimosa delicatula Baill.[5]
- Mimosa densa Benth.[5]
- Mimosa depauperata Benth.[5]
- Mimosa desmodioides Benth.[5]
- Mimosa detinens Benth.[5]
- Mimosa dichoneuta J.F.Macbr.[5]
- Mimosa dichroa G.P.Lewis[5]
- Mimosa didyma Vell.[5]
- Mimosa diffusa Benth.[5]
- Mimosa digitata Benth.[5]
- Mimosa dimidiata Benth.[5]
- Mimosa diminuta M.F.Simon & C.E.Hughes: Sie wurde 2010 aus dem brasilianischen Bundesstaat Goiás erstbeschrieben.[4]
- Mimosa diplotricha Sauvalle:[5]
  - Mimosa diplotricha Sauvalle var. diplotricha[5]
  - Mimosa diplotricha var. inermis (Adelb.) Verdc.[5]
- Mimosa distachya Cav.: Sie kommt in Arizona, in Mexiko, auf Karibischen Inseln und in Kolumbien und Venezuela vor.[5]
- Mimosa distans Benth.[5]
- Mimosa diversifolia Micheli[5]
- Mimosa diversipila Micheli[5]
- Mimosa dolens Vell.[5]
- Mimosa domingensis (DC.) Benth.[5]
- Mimosa dormiens Willd. (Syn.: Mimosa humilis Humb. & Bonpl. ex Willd.): Sie kommt in Mexiko, Costa Rica, Kolumbien, Venezuela und Brasilien vor.[5]
- Mimosa dryandroides Taub.[5]
- Mimosa duckei Huber[5]
- Mimosa dumetaria Villiers[5]
- Mimosa dutrae Malme[5]
- Mimosa dysocarpa A.Gray[5]
- Mimosa echinocarpa Benth.[5]
- Mimosa echinocaula Benth.[5]
- Mimosa egregia Sandwith[5]
- Mimosa ekmanii Urb.[5]
- Mimosa elliptica Benth.[5]
- Mimosa elongata Benth.[5]
- Mimosa emoryana Benth.[5]
- Mimosa endlichii Harms[5]
- Mimosa ephedroides Benth.[5]
- Mimosa eriocarpa Benth.[5]
- Mimosa eriophylloides Hoehne:[5]
  - Mimosa eriophylloides Hoehne var. eriophylloides[5]
  - Mimosa eriophylloides var. lanosa Hoehne[5]
- Mimosa ernestii Harms[5]
- Mimosa ervendbergii A.Gray[5]
- Mimosa esmeraldae Britton & Killip[5]
- Mimosa eurycarpa Robinson[5]
- Mimosa exalbescens Barneby[5]
- Mimosa extensa Benth.[5]
- Mimosa extensissima Ducke[5]
- Mimosa extranea Benth.[5]
- Mimosa fachinalensis Burkart[5]
- Mimosa fagaracantha Griseb.[5]
- Mimosa farinosa Griseb.[5]
- Mimosa farisii Britton & Rose[5]
- Mimosa ferrisiae Britton & Rose[5]
- Mimosa fiebrigii Hassl.[5]
- Mimosa filiformis Benth.[5]
- Mimosa filipes Mart.[5]
- Mimosa filipetiola Burkart[5]
- Mimosa flagellaris Benth.:[5]
  - Mimosa flagellaris Benth. var. flagellaris[5]
  - Mimosa flagellaris var. hirsuta Benth.[5]
- Mimosa flocculosa Burkart[5]
- Mimosa foliolosa Benth.:[5]
  - Mimosa foliolosa Benth. var. foliolosa[5]
  - Mimosa foliolosa var. macrocephala Benth.[5]
  - Mimosa foliolosa var. peregrina Barneby[5]
  - Mimosa foliolosa var. pubescens Benth.[5]
  - Mimosa foliolosa var. strigosa Benth.[5]
- Mimosa formosana Taub.[5]
- Mimosa fuertensis Britton & Rose[5]
- Mimosa furfuracea Benth.:[5]
  - Mimosa furfuracea var. catharinensis Burkart[5]
  - Mimosa furfuracea Benth. var. furfuracea[5]
  - Mimosa furfuracea var. paranensis Burkart[5]
- Mimosa galeottii Benth.[5]
- Mimosa gardneri Benth.:[5]
  - Mimosa gardneri var. brevipinna Benth.[5]
  - Mimosa gardneri Benth. var. gardneri[5]
  - Mimosa gardneri var. paucipinna Benth.[5]
- Mimosa gemmulata Barneby:[5]
  - Mimosa gemmulata var. adamantina Barneby[5]
  - Mimosa gemmulata Barneby var. gemmulata[5]
- Mimosa germana Standl. & L.O.Williams[5]
- Mimosa glabra Benth.[5]
- Mimosa glanduliseta Burkart[5]
- Mimosa glaucescens Poir.:[5]
  - Mimosa glaucescens Poir. var. glaucescens[5]
  - Mimosa glaucescens var. ramosa Benth.[5]
- Mimosa glaucula Barneby[5]
- Mimosa glazioui Benth.[5]
- Mimosa glutinosa Malme[5]
- Mimosa goldmanii Robinson[5]
- Mimosa goyazensis Benth.[5]
- Mimosa gracilipes Kuntze[5]
- Mimosa gracilis Benth.[5]
- Mimosa grahamii A.Gray:[5]
  - Mimosa grahamii A.Gray var. grahamii[5]
  - Mimosa grahamii var. lemmonii (A.Gray) Kearney & Peebles[5]
- Mimosa graminiformis Chodat & Hassl.[5]
- Mimosa grandidieri Baill.[5]
- Mimosa grandistipula Herzog[5]
- Mimosa gratissima Larranaga[5]
- Mimosa guanacastensis Standl.[5]
- Mimosa guaranitica Chodat & Hassl.[5]
- Mimosa guatemalensis (Hook. & Arn.) Benth.[5]
- Mimosa guilandinae (DC.) Barneby[5]
- Mimosa guirocobensis Gentry[5]
- Mimosa gymnoloma Benth.[5]
- Mimosa haavoa Villiers:[5]
  - Mimosa haavoa Villiers var. haavoa[5]
  - Mimosa haavoa var. peltieri Villiers[5]
- Mimosa hadrocarpa A.R.Molina[5]
- Mimosa hafomantsina Villiers[5]
- Mimosa hamata Willd. (Syn.: Mimosa armata Rottl. ex Spreng.): Sie kommt in Indien und in Pakistan vor.[5]
- Mimosa hapaloclada Malme[5]
- Mimosa hassleriana Chodat:[5]
  - Mimosa hassleriana Chodat var. hassleriana[5]
  - Mimosa hassleriana var. multijuga Hassl.[5]
  - Mimosa hassleriana var. reducta Hassl.[5]
  - Mimosa hassleriana var. virgata Hassl.[5]
- Mimosa hebecarpa Benth.[5]
- Mimosa herzogii J.F.Macbr.[5]
- Mimosa heterocarpa C.Presl[5]
- Mimosa heterotricha Burkart[5]
- Mimosa hexandra Micheli[5]
- Mimosa hildebrandtii Drake[5]
- Mimosa himalayana Gamble[5]
- Mimosa hirsuta Spreng.[5]
- Mimosa hirsuticaulis Harms[5]
- Mimosa hirsutissima Mart.:[5]
  - Mimosa hirsutissima var. barbigera (Benth.) Barneby[5]
  - Mimosa hirsutissima var. grossa Barneby[5]
  - Mimosa hirsutissima Mart. var. hirsutissima[5]
  - Mimosa hirsutissima var. pseudodistans Chodat & Hassl.[5]
- Mimosa hirta Vell.[5]
- Mimosa hoehneana Burkart[5]
- Mimosa hondurana Britton & Rose[5]
- Mimosa honesta Mart.[5]
- Mimosa humifusa Benth.[5]
- Mimosa hypoglauca Mart.:[5]
  - Mimosa hypoglauca var. allostegia Barneby[5]
  - Mimosa hypoglauca Mart. var. hypoglauca[5]
- Mimosa ikondensis Villiers[5]
- Mimosa imbricata Benth.:[5]
  - Mimosa imbricata Benth. var. imbricata[5]
  - Mimosa imbricata var. multijuga Benth.[5]
- Mimosa implexa Benth.[5]
- Mimosa inamoena Benth.[5]
- Mimosa insidiosa Mart.[5]
- Mimosa insidiosoides Hoehne[5]
- Mimosa insignis (Hassl.) Barneby[5]
- Mimosa intricata Benth.[5]
- Mimosa invisa Colla:[5]
  - Mimosa invisa var. echinocarpa Chodat & Hassl.[5]
  - Mimosa invisa var. inermis Adelb.[5]
  - Mimosa invisa Colla var. invisa[5]
- Mimosa involucrata Benth.[5]
- Mimosa ionema Robinson[5]
- Mimosa iperoensis Hoehne[5]
- Mimosa irrigua Barneby[5]
- Mimosa irritabilis C.Presl[5]
- Mimosa itatiaiensis Dusen[5]
- Mimosa ixiamensis Rusby[5]
- Mimosa jiramenensis H.Karst.[5]
- Mimosa kalunga M.F.Simon & C.E.Hughes: Sie wurde 2010 aus dem brasilianischen Bundesstaat Goiás erstbeschrieben.[4]
- Mimosa killipii Britton & Killip[5]
- Mimosa kitrokala Villiers[5]
- Mimosa kuhlmannii Hoehne[5]
- Mimosa lacerata Rose[5]
- Mimosa lactiflua Benth.[5]
- Mimosa lanata Benth.[5]
- Mimosa lanuginosa Burkart[5]
- Mimosa lasiocarpa Benth.[5]
- Mimosa lasiocephala Benth.[5]
- Mimosa lasiophylla Benth.[5]
- Mimosa latispinosa Lam.[5]
- Mimosa lawranceana Britton & Killip[5]
- Mimosa laxiflora Benth.[5]
- Mimosa leiocarpa DC.[5]
- Mimosa leiocephala Benth.[5]
- Mimosa leonardii Rose & Leonard[5]
- Mimosa lepidophora Rizzini[5]
- Mimosa lepidorepens Burkart[5]
- Mimosa lepidota Herzog[5]
- Mimosa leprosa (Benth.) J.F.Macbr.[5]
- Mimosa leptantha Benth.[5]
- Mimosa leptocarpa Rose[5]
- Mimosa leptorhachis Benth.[5]
- Mimosa leucaenoides Benth.[5]
- Mimosa levenensis Drake[5]
- Mimosa lewisii Barneby[5]
- Mimosa lindheimeri A.Gray[5]
- Mimosa lingvatouana (Baill.) Villiers[5]
- Mimosa longepedunculata Taub.: Sie kommt nur im brasilianischen Bundesstaat Goiás vor.[6][5]
- Mimosa longepetiolata Malme[5]
- Mimosa longicaulis Ducke[5]
- Mimosa longicoma Britton & Rose[5]
- Mimosa longipes Benth.[5]
- Mimosa lorentzii Griseb.[5]
- Mimosa lucidula Benth.[5]
- Mimosa luisana Brandegee: Sie kommt in den mexikanischen Bundesstaaten Oaxaca und Puebla vor.[5]
- Mimosa lundiana Benth.[5]
- Mimosa lupinoides Chodat & Hassl.[5]
- Mimosa lupulina Benth.[5]
- Mimosa macedoana Burkart[5]
- Mimosa macrocalyx Micheli:[5]
  - Mimosa macrocalyx var. macrocalyx Micheli[5]
  - Mimosa macrocalyx var. pectinata Burkart[5]
- Mimosa macrocephala Benth.[5]
- Mimosa mahilakensis Villiers[5]
- Mimosa mainaea Villiers[5]
- Mimosa malacocarpa (Robinson) Britton & Rose[5]
- Mimosa malacophylla A.Gray[5]
- Mimosa mansii Mart.[5]
- Mimosa maracayuensis Chodat & Hassl.[5]
- Mimosa margaritae Britton & Rose[5]
- Mimosa martindelcampoi Medrano[5]
- Mimosa maxonii Standl.[5]
- Mimosa mazatlana M.E.Jones[5]
- Mimosa medioxima Barneby[5]
- Mimosa melanocarpa Benth.[5]
- Mimosa mellii Britton & Rose[5]
- Mimosa menabeensis R.Vig.:[5]
  - Mimosa menabeensis var. lapiazicola (R.Vig.) Villiers[5]
  - Mimosa menabeensis var. menabeensis R.Vig.[5]
- Mimosa mensicola Barneby: Sie kommt im nordöstlichen brasilianischen Bundesstaat Bahia vor.[3][5]
- Mimosa meticulosa Mart.:[5]
  - Mimosa meticulosa var. fuscescens Benth.[5]
  - Mimosa meticulosa var. meticulosa Mart.[5]
  - Mimosa meticulosa var. microphylla Benth.[5]
  - Mimosa meticulosa var. petiolaris (Benth.) Chodat & Hassl.[5]
  - Mimosa meticulosa var. pubescens Benth.[5]
- Mimosa micheliana Robinson[5]
- Mimosa micracantha Benth.:[5]
  - Mimosa micracantha var. micracantha Benth.[5]
  - Mimosa micracantha var. plurijuga Ducke[5]
- Mimosa microcarpa Benth.[5]
- Mimosa microcephala Willd.[5]
- Mimosa micropteris Benth.[5]
- Mimosa millefoliata Scheele[5]
- Mimosa minima Burkart[5]
- Mimosa minutifolia Robinson & Greenm.[5]
- Mimosa miranda Barneby[5]
- Mimosa misera Benth.:[5]
  - Mimosa misera var. misera Benth.[5]
  - Mimosa misera var. subinermis (Benth.) Barneby[5]
- Mimosa moaensis Britton & Rose[5]
- Mimosa modesta Mart.:[5]
  - Mimosa modesta var. modesta Mart.[5]
  - Mimosa modesta var. ursinoides (Harms) Barneby[5]
- Mimosa mogolensis Burkart[5]
- Mimosa mollis Benth.[5]
- Mimosa monancistra Benth.[5]
- Mimosa montana Kunth[5]
- Mimosa monticola Dusen[5]
- Mimosa moreliensis (Britton & Rose) Bullock[5]
- Mimosa mornicola Urb.[5]
- Mimosa morongii Britton[5]
- Mimosa morroensis Barneby[5]
- Mimosa mossambicensis Brenan[5]
- Mimosa mucronulata Dum.Cours.[5]
- Mimosa multipinna Benth.:[5]
  - Mimosa multipinna var. microphylla Benth.[5]
  - Mimosa multipinna var. multipinna Benth.[5]
- Mimosa multiplex Benth.[5]
- Mimosa myriacantha Baker[5]
- Mimosa myriadena (Benth.) Benth.:[5]
  - Mimosa myriadena var. egena J.F.Macbr.[5]
  - Mimosa myriadena var. myriadena (Benth.) Benth.[5]
- Mimosa myriocephala Baker[5]
- Mimosa myriophylla Benth.[5]
- Mimosa nanchititlana R.Grether & Barneby[5]
- Mimosa nelsonii Robinson[5]
- Mimosa neptuniodes Kuntze[5]
- Mimosa neuroloma Benth.[5]
- Mimosa niederleinii Burkart:[5]
  - Mimosa niederleinii var. niederleinii Burkart[5]
  - Mimosa niederleinii var. pseudolepidota Burkart[5]
- Mimosa nigra Huber[5]
- Mimosa nitens Benth.[5]
- Mimosa nossibiensis Benth.:[5]
  - Mimosa nossibiensis var. nossibiensis Benth.[5]
  - Mimosa nossibiensis var. pubescens Villiers[5]
- Mimosa nothopteris Barneby[5]
- Mimosa nuda Benth.[5]
- Mimosa oblonga Benth.[5]
- Mimosa obovata Benth.[5]
- Mimosa obstrigosa Burkart[5]
- Mimosa obtusifolia Willd.[5]
- Mimosa occidentalis Britton & Rose[5]
- Mimosa oligacantha DC.[5]
- Mimosa oligophylla Micheli[5]
  - Mimosa oligophylla var. oligophylla Micheli[5]
  - Mimosa oligophylla var. pilosula Burkart[5]
- Mimosa onilahensis R.Vig.[5]
- Mimosa ophthalmocentra Benth.[5]
- Mimosa orthacantha Benth.[5]
- Mimosa orthocarpa Benth.[5]
- Mimosa ostenii Herter[5]
- Mimosa ourobrancoensis Burkart[5]
- Mimosa pachecensis S.Moore[5]
- Mimosa pachycarpa Benth.[5]
- Mimosa pachycarpoides Malme[5]
- Mimosa palmeri Rose: Sie kommt in den mexikanischen Bundesstaaten Sinaloa und Sonora vor.[5]
- Mimosa palmetorum Barneby[5]
- Mimosa paludosa Benth.[5]
- Mimosa panamensis (Benth.) Standl.[5]
- Mimosa paniculata Benth.[5]
- Mimosa papposa Benth.:[5]
  - Mimosa papposa var. papposa Benth.[5]
  - Mimosa papposa var. uninervis Chodat & Hassl.[5]
- Mimosa paraguariae Micheli[5]
- Mimosa paraizensis Taub.[5]
- Mimosa parapitiensis Burkart[5]
- Mimosa parvifoliolata Alain[5]
- Mimosa parvipinna Benth.[5]
- Mimosa paucifolia Benth.[5]
- Mimosa paupera Benth.:[5]
  - Mimosa paupera var. longepedunculata Chodat & Hassl.[5]
  - Mimosa paupera var. paupera Benth.[5]
- Mimosa pauperiodes (Burkart) Fortunato[5]
- Mimosa pectinatipinna Burkart[5]
- Mimosa peduncularis Benth.:[5]
  - Mimosa peduncularis var. peduncularis Benth.[5]
  - Mimosa peduncularis var. rufescens Benth.[5]
- Mimosa pedunculosa Micheli[5]
- Mimosa pellita Willd.[5]
- Mimosa per-dusenii Burkart[5]
- Mimosa petiolaris Benth.[5]
- Mimosa petraea Chodat & Hassl.:[5]
  - Mimosa petraea var. hirtula Burkart[5]
  - Mimosa petraea var. petraea Chodat & Hassl.[5]
- Mimosa phyllodinea Benth.[5]
- Mimosa pigra L.[5]
- Mimosa pilulifera Benth.[5]
- Mimosa pinetorum Standl.[5]
- Mimosa piptoptera Barneby[5]
- Mimosa pithecolobioides Benth.[5]
- Mimosa planitei Villiers[5]
- Mimosa platycarpa Benth.[5]
- Mimosa platycarpa Ducke[5]
- Mimosa platyloma Benth.[5]
- Mimosa platyphylla Benth.[5]
- Mimosa plumifolia Kleinhoonte[5]
- Mimosa plumosa Micheli[5]
- Mimosa pluriracemosa Burkart[5]
- Mimosa pogocephala Benth.[5]
- Mimosa pogonoclada Benth.[5]
- Mimosa pohlii Benth.[5]
- Mimosa polyancistra Benth.[5]
- Mimosa polyantha Benth.[5]
- Mimosa polycarpa Kunth:[5]
  - Mimosa polycarpa var. polycarpa Kunth[5]
  - Mimosa polycarpa var. spegazzinii Burkart[5]
- Mimosa polycephala Benth.[5]
- Mimosa polychaeta Malme[5]
- Mimosa polydactyla Willd.: Sie kommt in Costa Rica, Panama, auf Martinique und in Südamerika vor.[3][5]
- Mimosa polydidyma Barneby[5]
- Mimosa prainiana Gamble[5]
- Mimosa pringlei S.Watson[5]
- Mimosa procurrens Benth.[5]
- Mimosa pseudincana Burkart:[5]
  - Mimosa pseudincana var. discolor Burkart[5]
  - Mimosa pseudincana var. pseudincana Burkart[5]
- Mimosa pseudocallosa Burkart[5]
- Mimosa pseudosepiaria Harms[5]
- Mimosa psilocarpa Robinson[5]
- Mimosa psoralea (DC.) Benth.[5]
- Mimosa pteridifolia Benth.[5]
- Mimosa puberula Benth.[5]
- Mimose (Mimosa pudica L.):[5]
  - Mimosa pudica var. hispida Brenan[5]
  - Mimosa pudica var. pudica L.[5]
  - Mimosa pudica var. setosa Brenan[5]
  - Mimosa pudica var. tetrandra (Willd.) DC.[5]
  - Mimosa pudica var. unijuga (Duchass. & Walp.) Griseb.[5]
- Mimosa pueblensis R.Grether[5]
- Mimosa pulverulenta Urb.[5]
- Mimosa punctulata Benth.[5]
- Mimosa purpurascens Robinson[5]
- Mimosa purpusii Brandegee:[5]
  - Mimosa purpusii var. calliandroides Brandegee[5]
  - Mimosa purpusii var. purpusii Brandegee[5]
- Mimosa pyrenea Taub.[5]
- Mimosa quadrivalvis L.:[5]
  - Mimosa quadrivalvis var. angustata (Torr. & A.Gray) Barneby[5]
  - Mimosa quadrivalvis var. diffusa (Rose) Barneby[5]
  - Mimosa quadrivalvis var. distachya (DC.) Barneby[5]
  - Mimosa quadrivalvis var. floridana (Chapman) Barneby[5]
  - Mimosa quadrivalvis var. hamata (Kunth) Beard[5]
  - Mimosa quadrivalvis var. hystricina (Britton & Rose) Barneby[5]
  - Mimosa quadrivalvis var. jaliscensis (J.F.Macbr.) Barneby[5]
  - Mimosa quadrivalvis var. latidens (Small) Barneby[5]
  - Mimosa quadrivalvis var. leptocarpa (DC.) Barneby[5]
  - Mimosa quadrivalvis var. nuttallii (DC.) Barneby[5]
  - Mimosa quadrivalvis var. occidentalis (Wooton & Standl.) Barneby[5]
  - Mimosa quadrivalvis var. platycarpa (A.Gray) Barneby[5]
  - Mimosa quadrivalvis var. quadrivalvis L.[5]
  - Mimosa quadrivalvis var. tetragona (Poir.) Barneby[5]
  - Mimosa quadrivalvis var. urbaniana Barneby[5]
- Mimosa quitensis Benth.[5]
- Mimosa radula Benth.[5]
- Mimosa ramboi Burkart[5]
- Mimosa ramentacea Burkart[5]
- Mimosa ramosissima Benth.:[5]
  - Mimosa ramosissima var. ramosissima Benth.[5]
  - Mimosa ramosissima var. ulei Burkart[5]
- Mimosa ramulosa Benth.[5]
- Mimosa regnellii Benth.:[5]
  - Mimosa regnellii var. pungens Burkart[5]
  - Mimosa regnellii var. rectispina Chodat & Hassl.[5]
  - Mimosa regnellii var. regnellii Benth.[5]
- Mimosa reptans Benth.[5]
- Mimosa revoluta Benth.[5]
- Mimosa rhodocarpa (Britton & Rose) R.Grether[5]
- Mimosa rhododactyla Robinson[5]
- Mimosa riedelii Benth.[5]
- Mimosa rigida Benth.[5]
- Mimosa rigidicaulis Burkart:[5]
  - Mimosa rigidicaulis var. ciliata Burkart[5]
  - Mimosa rigidicaulis var. rigidicaulis Burkart[5]
- Mimosa rixosa Mart.[5]
- Mimosa rocae Lorentz & Niederl.[5]
- Mimosa rojasii Hassl.[5]
- Mimosa rokatavensis Villiers[5]
- Mimosa rondoniana Hoehne[5]
- Mimosa rosariensis N.F.Mattos[5]
- Mimosa rosei Robinson[5]
- Mimosa rubicaulis Lam.[5]
- Mimosa rudis Benth.[5]
- Mimosa rufescens Benth.[5]
- Mimosa rufipila Benth.[5]
- Mimosa rupestris Benth.[5]
- Mimosa sagotiana Benth.[5]
- Mimosa santanderensis Britton & Killip[5]
- Mimosa savokaea Villiers[5]
- Mimosa scaberrima  Hoehne[5]
- Mimosa scabrella Benth.:[5]
  - Mimosa scabrella var. aspericarpa (Hoehne) Burkart[5]
  - Mimosa scabrella var. scabrella Benth.[5]
- Mimosa schleidenii Herter[5]
- Mimosa schomburgkii Benth.: Sie kommt in Honduras, Nicaragua und im nördlichen Südamerika vor.[3][5]
- Mimosa schrankioides Benth.[5]
- Mimosa selloi (Benth.) Benth.:[5]
  - Mimosa selloi var. leiocarpa Burkart[5]
  - Mimosa selloi var. selloi (Benth.) Benth.[5]
- Mimosa sensibilis Griseb.: Sie kommt in Bolivien, Paraguay, Brasilien und Argentinien vor.[5]
- Mimosa sensitiva L.:[5]
  - Mimosa sensitiva var. malitiosa (Mart.) Barneby[5]
  - Mimosa sensitiva var. sensitiva L.[5]
- Mimosa sericantha Benth.[5]
- Mimosa serpens Chodat & Hassl.[5]
- Mimosa serra Burkart[5]
- Mimosa setifera Pilg.[5]
- Mimosa setipes Benth.[5]
- Mimosa setistipula Benth.[5]
- Mimosa setosa Benth.:[5]
  - Mimosa setosa var. nitens Benth.[5]
  - Mimosa setosa var. setosa Benth.[5]
- Mimosa setosissima Taub.[5]
- Mimosa setuligera Harms[5]
- Mimosa schininii M.Morales, Grohar & Fortunato: Sie wurde 2019 aus dem nordöstlichen Paraguay erstbeschrieben.[7]
- Mimosa sicyocarpa Robinson[5]
- Mimosa similis Britton & Rose[5]
- Mimosa simulans Burkart[5]
- Mimosa sinaloensis Britton & Rose[5]
- Mimosa skinneri Benth.[5]
- Mimosa sobralii Grings & Ribas: Sie wurde 2013 aus dem brasilianischen Bundesstaat Rio Grande do Sul erstbeschrieben.[8]
- Mimosa somnians Willd.:[5]
  - Mimosa somnians var. leptocaulis (Benth.) Barneby[5]
  - Mimosa somnians var. longipes Barneby[5]
  - Mimosa somnians var. somnians Willd.[5]
  - Mimosa somnians var. velascoensis (Kuntze) Barneby[5]
  - Mimosa somnians var. viscida (Willd.) Barneby[5]
- Mimosa sordida Benth.:[5]
  - Mimosa sordida var. glabrescens Burkart[5]
  - Mimosa sordida var. sordida Benth.[5]
- Mimosa sousae R.Grether[5]
- Mimosa sparsa Benth.[5]
- Mimosa speciosissima Taub.[5]
- Mimosa spiciflora H.Karst.[5]
- Mimosa spirocarpa Rose[5]
- Mimosa spruceana Benth.[5]
- Mimosa steinbachii Harms[5]
- Mimosa stenoptera Benth.[5]
- Mimosa stipularis Benth.[5]
- Mimosa strigillosa Torr. & A.Gray: Sie ist von den südlichen Vereinigten Staaten bis Mexiko und in Argentinien, Paraguay sowie Uruguay verbreitet.[3][5]
- Mimosa strobiliflora Burkart[5]
- Mimosa studartiana Huber[5]
- Mimosa subenervis Benth.[5]
- Mimosa subvestita Benth.[5]
- Mimosa suffruticosa (Vatke) Drake[5]
- Mimosa supersetosa Burkart:[5]
  - Mimosa supersetosa var. rufohispidula Burkart[5]
  - Mimosa supersetosa var. supersetosa Burkart[5]
- Mimosa surumuensis Harms[5]
- Mimosa tacimbensis Burkart[5]
- Mimosa taimbensis Burkart[5]
- Mimosa tanalarum R.Vig.[5]
- Mimosa tandilensis Speg.[5]
- Mimosa teledactyla Donn.Sm.[5]
- Mimosa tenuiflora (Willd.)Poir. (Syn.: Acacia tenuiflora Willd., Mimosa cabrera H.Karst., Mimosa hostilis (Mart.) Benth.): Sie ist von Mexiko über Zentralamerika bis ins nördliche Südamerika verbreitet.[5]
- Mimosa tenuipendula Burkart[5]
- Mimosa tequilana S.Watson[5]
- Mimosa tobagensis Urb.[5]
- Mimosa tobatiensis Barneby & Fortunato[5]
- Mimosa tocantina Taub.[5] (Syn.: Mimosa pseudosetosa M.F.Simon & C.E.Hughes[4]) Dieser Endemit kommt nur in Chapada dos Veadeirosaus im brasilianischen Bundesstaat Goiás vor.[6]
- Mimosa tomentosa Willd.[5]
- Mimosa tovarensis Benth.[5]
- Mimosa trachycarpa Benth.:[5]
  - Mimosa trachycarpa var. inermis Burkart[5]
  - Mimosa trachycarpa var. trachycarpa Benth.[5]
- Mimosa trachycephala Benth.[5]
- Mimosa tremula Benth.:[5]
  - Mimosa tremula var. tenuis Benth.[5]
  - Mimosa tremula var. tremula Benth.[5]
- Mimosa trianae Benth.[5]
- Mimosa tricephala Cham. & Schltdl.[5]
- Mimosa trichocephala Benth.[5]
- Mimosa trijuga Benth.[5]
- Mimosa turneri Barneby[5]
- Mimosa ulbrichiana Harms[5]
- Mimosa ulei Taub.[5]
- Mimosa uliginosa Chodat & Hassl.: Sie kommt in Argentinien, in Paraguay und im südlichen Brasilien vor.[5]
- Mimosa uncinata Sesse & Moc.[5]
- Mimosa unipinnata B.D.Parfitt & Pinkava[5]
- Mimosa ursina Mart.[5]
- Mimosa uruguensis Hook. & Arn.: Sie kommt in Uruguay und in Argentinien vor.[5]
- Mimosa vellosiella Herter:[5]
  - Mimosa vellosiella var. pubescens (Benth.) Burkart[5]
  - Mimosa vellosiella var. vellosiella Herter[5]
- Mimosa velloziana Mart.:[5]
  - Mimosa velloziana var. atrostipulata Chodat & Hassl.[5]
  - Mimosa velloziana var. glaberrima Chodat & Hassl.[5]
  - Mimosa velloziana var. glabra Wawra[5]
  - Mimosa velloziana var. guaranitica Chodat & Hassl.[5]
  - Mimosa velloziana var. inermis Chodat & Hassl.[5]
  - Mimosa velloziana var. malmeana Chodat & Hassl.[5]
  - Mimosa velloziana var. oranensis Burkart[5]
  - Mimosa velloziana var. velloziana Mart.[5]
- Mimosa vernicosa Benth.:[5]
  - Mimosa vernicosa var. ciliata Benth.[5]
- Mimosa vernicosa var. vernicosa Benth.[5]
- Mimosa verrucosa Benth.[5]
- Mimosa vestita Benth.[5]
- Mimosa vilersii Drake[5]
- Mimosa viva L.[5]
- Mimosa volubilis Villiers[5]
- Mimosa warnockii B.L.Turner[5]
- Mimosa waterlotii R.Vig.[5]
- Mimosa watsonii Robinson[5]
- Mimosa weberbaueri Harms[5]
- Mimosa weddelliana Benth.[5]
- Mimosa wherryana (Britton & Rose) Standl.[5]
- Mimosa widgrenii Harms[5]
- Mimosa williamsii Rusby[5]
- Mimosa wootonii Standl.[5]
- Mimosa xanthocentra Mart.[5]
  - Mimosa xanthocentra var. subsericea (Benth.) Barneby[5]
  - Mimosa xanthocentra Mart. var. xanthocentra[5]
- Mimosa xanti A.Gray[5]
- Mimosa xerophytica Schery[5]
- Mimosa xinguensis Ducke[5]
- Mimosa xiquexiquensis Barneby[5]
- Mimosa xochipalensis R.Grether[5]
- Mimosa zacapana Standl. & Steyerm.[5]
- Mimosa zimapanensis Britton & Rose[5]
- Mimosa zygophylla A.Gray[5]

## Nutzung
Eine Mimosa-Art, die aus Brasilien stammende Mimose (Mimosa pudica), wird meist als einjährige Zierpflanze gepflegt, aber sie ist wie alle Mimosen-Arten eigentlich ausdauernd.

## Metaphorische Bedeutung
Der Begriff Mimose wird metaphorisch für einen sehr empfindlichen und übersensiblen (oder sich von einer Krankheit erholenden) Menschen verwendet.

## Weiterführende Literatur
- L. S. B. Jordão, M. P. Morim, J. F. A. Baumgratz, M. F. Simon: A new species of Mimosa (Leguminosae) endemic to the Brazilian Cerrado. In: Phytotaxa, Volume 312, 2017, S. 237–246.
- Matías Morales, Renée H. Fortunato, Marcelo Fragomeni Simon: A New Species of Mimosa L. ser. Bipinnatae DC. (Leguminosae) from the Cerrado: Taxonomic and Phylogenetic Insights. In: Plants, Juli 2020, Volume 9, Issue 8, 934. doi:10.3390/plants9080934